# Riksdagsvalet i Sverige 2022
Riksdagsvalet i Sverige 2022 ägde rum söndagen den 11 september 2022 för att fördela platserna i Sveriges riksdag inför mandatperioden 2022–2026. Samtidigt hölls också allmänna val till kommun- och regionfullmäktige. I riksdagsvalet 2022 var 7 775 390 personer röstberättigade.
Under den föregående mandatperioden bildade Socialdemokraterna under partiledaren Stefan Löfven en minoritetsregering tillsammans med Miljöpartiet och med stöd av Centerpartiet, Liberalerna och Vänsterpartiet. Detta gjordes efter en långvarig regeringsbildning som var en följd av det komplicerade parlamentariska läget efter riksdagsvalet 2018. Som en konsekvens förklarades Alliansen (som bestod av de borgerliga partierna Moderaterna, Kristdemokraterna, Centerpartiet och Liberalerna) upplöst på riksnivå. Löfven var statsminister under en turbulent mandatperiod som präglades av Covid-19-pandemin och en regeringskris. I augusti 2021 meddelade Löfven sin avgång som statsminister och ersattes av finansministern Magdalena Andersson i november 2021. Andersson bildade en enpartiregering med stöd av Centerpartiet, Vänsterpartiet och Miljöpartiet. Den nya regeringen fick fram till valet ägna mycket tid på att hantera konsekvenserna av det försämrade säkerhetsläget som uppstod efter Rysslands invasion av Ukraina 2022. I maj 2022 tog regeringen beslut om att Sverige skulle ansöka om medlemskap i Nato. Under hösten 2021 bildades en politisk högeropposition med Moderaternas partiledare Ulf Kristersson som statsministerkandidat, med sitt huvudsakliga mål att bilda en borgerlig regering med Kristdemokraterna och med stöd av Sverigedemokraterna och Liberalerna.
I det slutgiltiga valresultatet som räknades färdigt den 17 september 2022 fick Moderaternas koalition under Ulf Kristersson 49,59 procent av rösterna medan Socialdemokraternas koalition under Magdalena Andersson fick 48,87 procent. Moderaternas koalition fick majoritet med 176 mandat, vilket är 3 mandat fler än Socialdemokraternas koalition som fick 173 mandat. Socialdemokraterna blev det största partiet med 30,33 procent av rösterna och erhöll 107 mandat. Sverigedemokraterna fick 20,54 procent av rösterna tillika 73 mandat och gick därmed om Moderaterna till att bli Sveriges näst största riksdagsparti, en position som Moderaterna innehaft sedan riksdagsvalet 1979. Moderaterna i sin tur fick 19,10 procent och erhöll 68 mandat. Enbart Socialdemokraterna, Sverigedemokraterna och Miljöpartiet ökade efter valet, medan Moderaterna, Centerpartiet, Vänsterpartiet, Kristdemokraterna och Liberalerna förlorade några av sina tidigare mandat. Den 15 september begärde Magdalena Andersson att få bli entledigad som statsminister.
Efter valet höll Moderaterna regeringsförhandlingar med företrädare från Kristdemokraterna, Liberalerna och Sverigedemokraterna. Genom Tidöavtalet kom partierna överens om att Ulf Kristersson skulle bilda en regering med Moderaterna, Kristdemokraterna och Liberalerna, samt att partierna skulle ha ett nära samarbete med Sverigedemokraterna. Den 17 oktober 2022 blev Ulf Kristersson vald som statsminister av riksdagen och Regeringen Kristersson kunde tillträda följande dag.

## Föregående mandatperiod

### Regeringsbildningen efter valet 2018
Efter riksdagsvalet 2014 befann sig Socialdemokraterna och Miljöpartiet i regeringsställning genom Regeringen Löfven I, med Socialdemokraternas partiledare Stefan Löfven som statsminister. Efter riksdagsvalet 2018 var Socialdemokraterna fortfarande det största riksdagspartiet, trots att man förlorade 13 mandat i jämförelse med det föregående riksdagsvalet. 2018 års valresultat resulterade i att varken de rödgröna (Socialdemokraterna, Miljöpartiet och Vänsterpartiet; totalt: 144 mandat) eller Alliansen (Moderaterna, Centerpartiet, Liberalerna och Kristdemokraterna; totalt: 143 mandat) hade egen majoritet för att kunna bilda regering. Samtidigt erhöll de oberoende Sverigedemokraterna efter valet 62 mandat.
I en statsministeromröstning den 25 september 2018 prövades Stefan Löfvens stöd som statsminister av Sveriges riksdag. Resultatet blev att Regeringen Löfven I avgick och det komplicerade parlamentariska läget bidrog till långvariga regeringsförhandlingar under riksdagens talman Andreas Norléns ledning, där olika regeringsalternativ undersöktes och prövades i riksdagen. Regeringen Löfven I agerade övergångsregering tills en ny regering kunde bildas. Moderaternas partiledare Ulf Kristersson fick i uppdrag av Norlén att sondera förutsättningarna för att bilda en regering. När Kristersson uppgav att han ville ta stöd av Sverigedemokraterna för att bilda sin regering, valde både Centerpartiet och Liberalerna att rösta nej på hans kandidatur. Löfven fick senare i uppdrag att bilda regering, men även hans regeringsunderlag röstades ner av riksdagen. Norlén beslutade att en ytterligare statsministeromröstning skulle hållas i januari 2019. Efter att januariavtalet ingåtts mellan Socialdemokraterna, Miljöpartiet, Centerpartiet och Liberalerna (de så kallade "januaripartierna"), liksom att avtalet tolererades av Vänsterpartiet, kunde slutligen Regeringen Löfven II (Socialdemokraterna och Miljöpartiet) tillträda den 21 januari 2019. Som en konsekvens förklarades Alliansen upplöst på riksnivå av företrädare för de ingående partierna. Under 2019 öppnade Moderaterna och Kristdemokraterna för samarbete med det politiskt isolerade Sverigedemokraterna.

### Covid-19-pandemin och regeringskris
Under våren 2020 ställdes Regeringen Löfven II inför coronavirusutbrottet i Sverige och en krisgrupp upprättades. Det första verifierade fallet av covid-19 i Sverige fick sin diagnos den 31 januari 2020. För att bromsa smittspridningen satte regeringen under april upp ett mål om att 100 000 skulle kunna testas i veckan. Ansvariga konstaterade dock att Sverige inte lyckades med målet att skydda äldre personer särskilt väl, liksom att smittskyddsorganisationer inte heller hade tillräckliga resurser för att klara masstestning och tillhandahålla skyddsutrustning. Sverige avbröt smittspårning bland allmänheten redan i mitten av mars 2020 och nådde sedan inte uppställda mål för antal testade personer förrän i september 2020. I motsats till Världshälsoorganisationens rekommendationer avrådde Folkhälsomyndigheten allmänheten från att använda sig av munskydd. Under pandemin utfärdade inte regeringen någon nedstängning. I stället införde regeringen från och med 29 mars 2020 restriktioner för allmänna sammankomster och offentliga tillställningar. Merparten av restriktionerna togs bort den 9 februari 2022. Regeringens och Folkhälsomyndighetens coronastrategi fick hård kritik av både Coronakommissionen och Riksrevisionen. Bortsett från pandemihanteringen har Socialdemokraterna fått återkommande kritik av högerpartierna gällande regeringens hantering av det dödliga våldet i Sverige, i synnerhet kring det rekordhöga antalet dödsskjutningar och gängrelaterat våld, vilket partiledaren Ulf Kristersson kallade för "Sveriges andra pandemi".
Genom januariavtalet avskaffades värnskatten den 1 januari 2020, enligt den budget som presenterades den 18 september 2019. Vänsterpartiet motsatte sig detta beslut och uppgav senare att de skulle inleda ett misstroendevotum mot Regeringen Löfven II. I juni 2021 yrkade Regeringen Löfven II och januaripartierna för ett införande om fri hyressättning vid nyproduktion. Som svar till detta meddelade Vänsterpartiet att de saknade förtroende för Regeringen Löfven II. Sverigedemokraterna yrkade då för en misstroendeförklaring mot statsminister Stefan Löfven och hans regering. Under misstroendeomröstningen den 21 juni 2021 fälldes Regeringen Löfven II av Sverigedemokraterna, Moderaterna, Kristdemokraterna och Vänsterpartiet. Det var första gången som en svensk statsminister fälldes i en misstroendeomröstning. Efter omröstningen meddelade Liberalernas partiledare Nyamko Sabuni att hennes parti skulle avsluta regeringssamarbetet och att de i stället kommer att eftersträva en borgerlig regering. Talmannen Norlén föreslog att Löfven skulle bilda regering. Den 7 juli 2021 blev Löfven omvald till statsminister och bildade Regeringen Löfven III (Socialdemokraterna och Miljöpartiet). En månad senare meddelade Löfven att han under hösten 2021 skulle avgå både som statsminister och som partiledare för Socialdemokraterna. Vid samma tidpunkt bildade Moderaterna, Kristdemokraterna, Sverigedemokraterna och Liberalerna en samlad opposition, med Moderaternas partiledare Ulf Kristersson som statsministerkandidat, vars huvudsakliga mål var att bilda en borgerlig regering med Kristdemokraterna och med stöd av Sverigedemokraterna och Liberalerna.

### Regeringen Andersson
Den 4 november 2021 höll Socialdemokraterna en partikongress där man valde finansministern Magdalena Andersson som Löfvens efterträdare som partiledare. Talmannen Norlén föreslog att Andersson skulle bilda regering och efter att ha säkrat en uppgörelse med Vänsterpartiet valdes Andersson till statsminister den 24 november 2021. Andersson blev därmed Sveriges första kvinnliga regeringschef. Efter att riksdagen senare samma dag röstade för Moderaternas, Kristdemokraternas och Sverigedemokraternas budgetförslag valde Miljöpartiet att avstå från att ingå i en ny gemensam regering. Miljöpartiet menade att de inte kunde delta i en regering som gav Sverigedemokraterna inflytande. Andersson begärde därför samma dag sitt entledigande och öppnade för en ny statsministeromröstning för att försäkra att hon fortfarande åtnjöt riksdagens förtroende. Den 29 november omvaldes Andersson till statsminister, med 101 röster för (Socialdemokraterna och den politiska vilden Amineh Kakabaveh), 173 röster emot (Moderaterna, Sverigedemokraterna, Kristdemokraterna och Liberalerna) och 75 avstod från att rösta (Centerpartiet, Vänsterpartiet och Miljöpartiet). Då Miljöpartiet inte röstade för regeringen bildade Andersson en minoritetsregering med enbart Socialdemokraterna.
Som en följd av Rysslands invasion av Ukraina 2022, vilket försämrade både Sveriges och Europas säkerhetspolitiska läge, beslutade Regeringen Andersson den 16 maj 2022 vid ett extrainkallat regeringssammanträde att formellt meddela Nato att Sverige vill upptas som medlem i försvarsalliansen. Detta trots att Socialdemokraterna under en lång tid varit emot ett svenskt Natomedlemskap. Under omröstningen i riksdagen röstade enbart Miljöpartiet och Vänsterpartiet emot ett svenskt Natomedlemskap. I juli 2022 undertecknade regeringen anslutningsprotokollet för att gå med i Nato. Vid en gemensam pressträff uppgav Magdalena Andersson och Ulf Kristersson att beslutet hade en bred politisk förankring och att Sveriges Natoansökan kommer att fullföljas oavsett valutgången den 11 september 2022. Mellan de båda statsministerkandidaterna har Magdalena Andersson återkommande under 2022 åtnjutit ett högt förtroende bland väljarna.

## Information om de olika riksdagspartierna
| Namn      | Namn                       | Namn                                                          | Ideologi                                                                 | Position                                                                 | Ledare                                                                   | 2018 års valresultat | 2018 års valresultat |
| Namn      | Namn                       | Namn                                                          | Ideologi                                                                 | Position                                                                 | Ledare                                                                   | Röstandel (%)        | Mandat               |
| --------- | -------------------------- | ------------------------------------------------------------- | ------------------------------------------------------------------------ | ------------------------------------------------------------------------ | ------------------------------------------------------------------------ | -------------------- | -------------------- |
|           | S                          | Socialdemokraterna                                            | Socialdemokrati                                                          | Center-vänster                                                           | Magdalena Andersson                                                      | 28,26 %              | 100                  |
|           | M                          | Moderaterna                                                   | Liberalkonservatism                                                      | Höger                                                                    | Ulf Kristersson                                                          | 19,84 %              | 70                   |
|           | SD                         | Sverigedemokraterna                                           | Socialkonservatism                                                       | Center-höger                                                             | Jimmie Åkesson                                                           | 17,53 %              | 62                   |
|           | C                          | Centerpartiet                                                 | Socialliberalism Agrarianism                                             | Center-höger                                                             | Annie Lööf                                                               | 8,61 %               | 31                   |
|           | V                          | Vänsterpartiet                                                | Socialism                                                                | Vänster                                                                  | Nooshi Dadgostar                                                         | 8,00 %               | 28                   |
|           | KD                         | Kristdemokraterna                                             | Kristdemokrati                                                           | Höger                                                                    | Ebba Busch                                                               | 6,32 %               | 22                   |
|           | L                          | Liberalerna                                                   | Socialliberalism                                                         | Center-höger                                                             | Johan Pehrson                                                            | 5,49 %               | 20                   |
|           | MP                         | Miljöpartiet                                                  | Grön ideologi                                                            | Center-vänster                                                           | Märta Stenevi Per Bolund                                                 | 4,41 %               | 16                   |
|           |                            |                                                               |                                                                          |                                                                          |                                                                          |                      |                      |
|           | Koalitioner                |                                                               |                                                                          |                                                                          |                                                                          |                      |                      |
|           |                            |                                                               |                                                                          |                                                                          |                                                                          |                      |                      |
| Koalition | Koalition                  | Medlemmar                                                     | Nyckelpersoner                                                           | Nyckelpersoner                                                           | Nyckelpersoner                                                           | 2018 års valresultat | 2018 års valresultat |
| Koalition | Koalition                  | Medlemmar                                                     | Nyckelpersoner                                                           | Nyckelpersoner                                                           | Nyckelpersoner                                                           | Röstandel (%)        | Mandat               |
|           | Regeringen med stödpartier | Socialdemokraterna Centerpartiet Miljöpartiet Vänsterpartiet  | Magdalena Andersson Annie Lööf Märta Stenevi Per Bolund Nooshi Dadgostar | Magdalena Andersson Annie Lööf Märta Stenevi Per Bolund Nooshi Dadgostar | Magdalena Andersson Annie Lööf Märta Stenevi Per Bolund Nooshi Dadgostar | 49,28 %              | 175                  |
|           | Högeroppositionen          | Moderaterna Kristdemokraterna Sverigedemokraterna Liberalerna | Ulf Kristersson Ebba Busch Jimmie Åkesson Johan Pehrson                  | Ulf Kristersson Ebba Busch Jimmie Åkesson Johan Pehrson                  | Ulf Kristersson Ebba Busch Jimmie Åkesson Johan Pehrson                  | 49,18 %              | 174                  |

## Inför valet

### Schemat för riksdagsvalet 2022
Nedan löd schemat inför riksdagsvalet 2022:
- 28 februari: Anmälan om registrering av partibeteckning ska ha kommit in till Valmyndigheten om registreringen ska gälla för val detta år.
- 1 mars: Valmyndigheten tar fram statistik över röstberättigade för varje valdistrikt. Statistiken används för att räkna ut antal fasta valkretsmandat.
- 29 april: Sista dag för partier att anmäla sina kandidater till respektive länsstyrelse.
- 30 april: Sista dag för Valmyndigheten att besluta om antal fasta valkretsmandat för varje valkrets.
- 23 juli: Utlandsröstkort skickas till röstberättigade som har utvandrat. Dessa personer har bara rösträtt i riksdagsvalet.
- 28 juli: Väljare utomlands kan nu brevrösta från utlandet.
- 12 augusti: Sista dag för partier att anmäla deltagande i valet 2022.
- 18 augusti: Första dag för väljare utomlands att rösta på en utlandsmyndighet.
- 24 augusti: Förtidsröstningen i Sverige startar. Röstberättigade som är bosatta i Sverige ska ha fått sina röstkort.
- 30 augusti: Sista dag att begära rättelse i röstlängden.
- 9 september: Sista dag för kandidater att samtycka till kandidatur i valet.
- 10 september: Länsstyrelsen meddelar tid och plats för den slutliga rösträkningen. Röster som tagits emot på svenska ambassader och konsulat bör vara framme hos Valmyndigheten.
- 11 september: Valdag.
- 12 september: Sista dag som en brevröst kan tas emot hos Valmyndigheten. Länsstyrelserna påbörjar slutlig sammanräkning.
- 14 september: Valnämndernas preliminära rösträkning av förtidsröster som inte granskades på valdagen.
- 21 september: Sista dagen att överklaga valet eller valresultatet.

### Valsystem

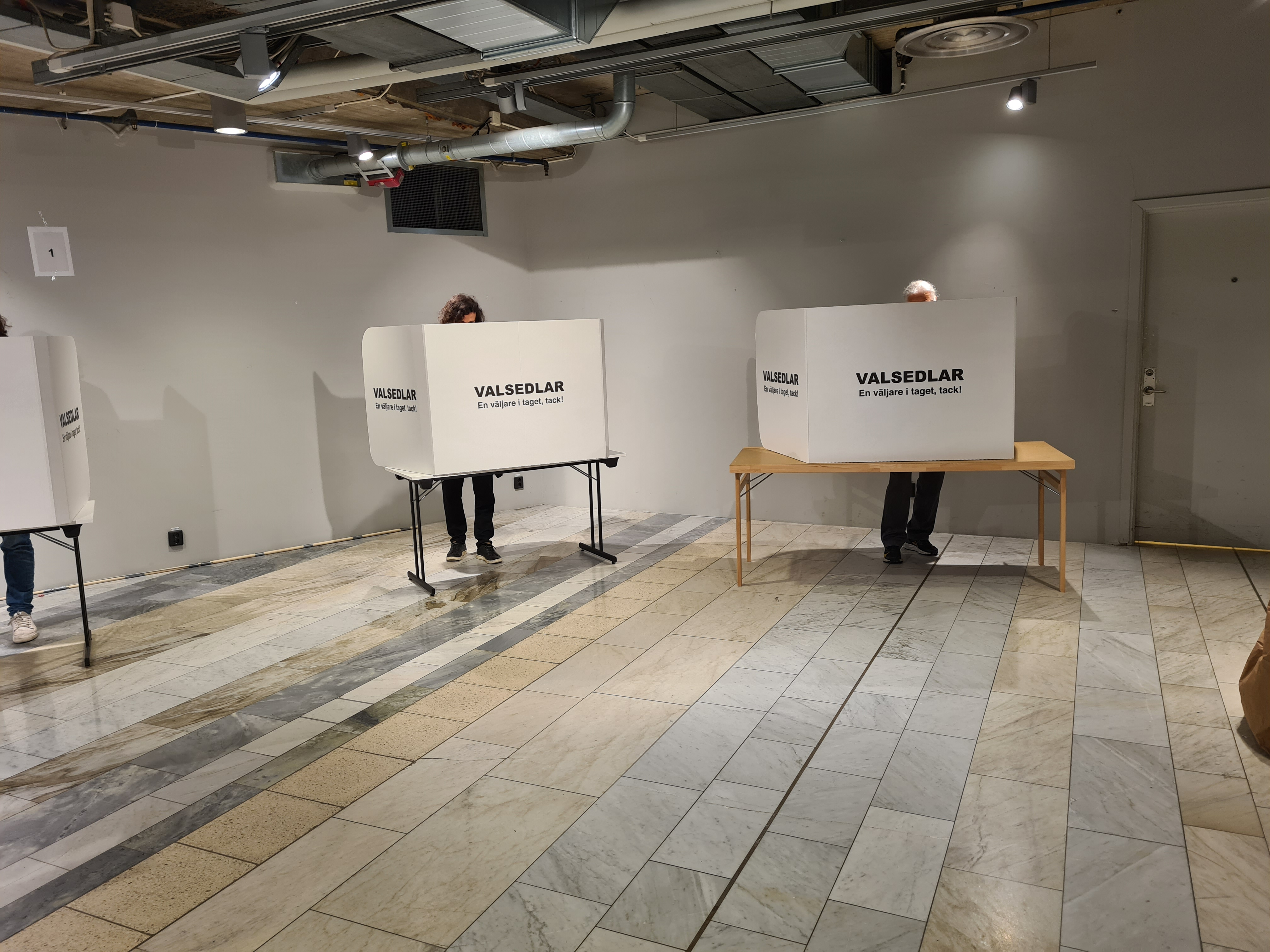
En vallokal med avskärmade bås där väljare tar sina valsedlar.

I det svenska riksdagsvalet går väljaren till en vallokal och tar en valsedel för ett visst parti bakom en avskärmning. Sedan går väljaren bakom en valskärm och lägger ned valsedeln som denne valt i ett valkuvert som ska överlämnas till röstmottagaren. Valsedlarna är färgkodade för att visa vilket val de gäller för: vitt för kommunvalet, blå för regionvalet och gult för riksdagsvalet. Väljaren kan även personrösta på två olika sätt. Antingen genom att väljaren tar en namnvalsedel, med partinamn och en kandidatlista, och bakom en valskärm kryssar för en kandidat. Eller att väljaren tar en partivalsedel och bakom valskärmen skriver ner kandidatens namn på sedeln. Om det inte finns tillgång till ett visst partis valsedel, kan väljaren rösta genom att skriva partiets namn (ihop med kandidatens namn ifall man vill personrösta) på en blank valsedel.
Inför riksdagsvalet 2022 har reglerna ändrats så att röstmottagarna övertagit ansvaret för utläggning av samtliga valsedlar i val- och förtidsröstningslokalerna. Tidigare har partierna själva ansvarat för utläggningen av namnvalsedlar. Förändringen syftade till att motverka sabotage och skapa bättre förutsättning för valadministrationen att hålla ordning bland valsedlarna. Partierna har dock fortsatt ansvar för att leverera namnvalsedlar till röstmottagningsstället eller till en på förhand anvisad plats som valnämnden i kommunen tagit beslut om. Partierna ansvarar även för att se till att namnvalsedlarna inte tar slut under tiden som röstmottagningen pågår. Röstmottagarna lägger sedan ut och fyller på valsedlarna i valsedelstället.
Vid riksdagsvalet 2018 hade flera internationella valobservatörer påpekat att det var relativt vanligt att flera personer befann sig bakom skärmen samtidigt. En annan synpunkt från observatörerna var att vallokalernas valsedlar hade varit allt för synliga. För att åtgärda dessa problem hade vallagen ändrats genom två punkter. Dels att varje väljare nu måste vara ensamma bakom valskärmen, undantaget personer med en viss typ av funktionsnedsättning eller liknande. Dels att varje väljare tar sina valsedlar bakom ett avskärmat bås, en och en, så att ingen annan kan se vilka valsedlar vederbörande tog. Ändringarna innebar första gången som avskärmningar av valsedelsställ tillämpades vid ett val till riksdag, region- och kommunfullmäktige, då lagändringen infördes och tillämpades för första gången vid Europaparlamentsvalet 2019. Dessa gjordes i syfte att motverka gruppröstning och för att bättre kunna skydda valhemligheten. Senare under valdagen kom dessa ändringar att leda till långa köbildningar i vissa vallokaler.

### Informationskällor inför valet
En undersökning genomförd av Internetstiftelsen inför valet visade att traditionella medier som TV, tidningar och radio var de viktigaste informationskällorna bland väljarna när det kom till att ta del av politisk information eller politiska budskap. Få i undersökningen uppfattade sociala medieplattformar som viktiga informationskällor förutom bland förstagångsväljarna. Bland förstagångsväljarna var sociala medier den kanal som de oftast tog del av politisk information via, 4 av 10 möttes dagligen av politisk information på sociala medier. Bland andra generationer såg det annorlunda ut, där var TV eller tidningar dominerande. En majoritet av väljarna ansåg att större delen av det politiska innehållet i tv, radio och dagstidningar var pålitligt. Ungefär hälften ansåg även att det politiska innehållet i lokaltidningar och på partiers webbplatser var pålitligt. Bara några enstaka procent uppfattade att det politiska innehållet på sociala medier var pålitligt. Bland förstagångsväljarna var det generellt en större andel som ansåg att en större del av det politiska innehållet var pålitligt i olika kanaler, särskilt när det gällde de traditionella medierna.
Inför riksdagsvalet 2014 tog inte ens hälften av de svenska väljarna del av politisk information på internet. Detta är en siffra som ökat mycket inför valen 2018 och 2022.

### Valsäkerhet
Drygt en tredjedel av väljarna uppgav i en undersökning av Internetstiftelsen att de kände mycket eller ganska stor oro för att utländska stater eller myndigheter skulle använda internet i syfte att påverka valutgången. Ännu fler, mer än hälften, kände stor oro för att vilseledande eller falsk information på internet skulle komma att användas för att påverka valutgången.
Under våren 2020 startade Valmyndigheten ett projekt i syfte att stärka skyddet av allmänna val, med särskild betoning på skydd av valgenomförandet från antagonistiska hot. Projektet löper fram till slutet av 2022 och genomförs med stöd av Myndigheten för samhällsskydd och beredskap (MSB) och anslag 2:4 Krisberedskap. Myndigheten för psykologiskt försvar (MPF) hade gjort förberedelser för att skydda valet från utländska påverkanskampanjer. MPF hade rapporterat att under veckorna innan valet så pågick ingen större påverkan mot befolkningen från främmande makt inför det svenska riksdagsvalet; detta trots en ständigt pågående lågintensiv rysk informationspåverkan, den historiska omställningen till Nato och omfattande påverkanskampanjer från islamister under 2022. Samtidigt hade motståndskraften hos den svenska befolkningen, mot desinformation och vilseledning, stärkts som en konsekvens av Rysslands invasion av Ukraina. I augusti 2022 startade MSF en reklamkampanj tillsammans med Brynolf & Ljung, med målet att väcka tankar om källkritik och egen fri vilja.

## Valrörelse

### Valfrågor
I december 2021 publicerade Statistiska centralbyrån (SCB) statistik kring tio av väljarnas viktigaste valfrågor inför valet 2022, med utgångspunkt från Novus månadsundersökningar.
År 2022 publicerade SOM-institutet den senaste undersökningen om tio av de viktigaste samhällsproblemen och politiska frågorna inför valet, baserat på de nationella SOM-undersökningarna 2021. Undersökningen besvarades av 4 787 väljare och som byggde kring frågan: "Vilken eller vilka frågor eller samhällsproblem tycker du är viktigast i Sverige idag?", där respondenterna fick ange upp till tre problem.
Den 16 augusti 2022, under den då pågående valrörelsen, publicerade Aftonbladet i samarbete med Demoskop en webbundersökning över de viktigaste valfrågorna. Undersökningen omfattade 1 209 intervjuer som gjordes under perioden 28 juli och 2 augusti 2022 och var inom ramen för Iniziopanelen som speglade svenska folket. Målgruppen var allmänheten 18 år och äldre. Urvalet var pre-stratifierat och vägt på ålder, kön, region och parti i föregående val. Undersökningen byggde kring frågan: "Vilka politiska frågor är viktigast för dig i dag?", där respondenterna fick ange max tre frågor. Totalt listades tjugonio frågor.
På valdagen den 11 september 2022 publicerade Sveriges Television (SVT) sin vallokalsundersökning (Valu), som bygger på enkätsvar från 12 000 väljare vid 100 vallokaler och 60 förtida röstningslokaler. I undersökningen listas tio av de frågor som har påverkat väljarna mest i valet av parti. Deltagarna i undersökningen besvarade då på frågan: "Vilken betydelse har följande frågor för Ditt val av parti i riksdagsvalet i dag?", varpå SVT redovisade andelen som angett att frågan har "Mycket stor betydelse". De övriga svarsalternativen var "Ganska stor betydelse", "Varken stor eller liten betydelse", "Ganska liten betydelse" och "Mycket liten betydelse". Det var bara väljare som angett vilket parti de röstade på som redovisades.
| Fråga                               | SCB       | SOM-institutet | SOM-institutet | Demoskop | Demoskop  | SVT Valu | SVT Valu  |
| Fråga                               | Placering | Procent        | Placering      | Procent  | Placering | Procent  | Placering |
| ----------------------------------- | --------- | -------------- | -------------- | -------- | --------- | -------- | --------- |
| Sjukvård                            | 1         | 33 %           | 2              | 34 %     | 2         | 54 %     | 1         |
| Lag och ordning/kriminalitet        | 2         | 41 %           | 1              | 42 %     | 1         | 50 %     | 3         |
| Skola/utbildning                    | 3         | 24 %           | 5              | 20 %     | 4         | 50 %     | 2         |
| Integrationen                       | 4         | 31 %           | 3              | 13 %     | 9         | −        | −         |
| Försvaret                           | 5         | −              | −              | 12 %     | 10        | −        | −         |
| Energipolitik                       | 6         | −              | −              | 23 %     | 3         | 45 %     | 4         |
| Miljö och klimat                    | 7         | 26 %           | 4              | 19 %     | 5         | −        | −         |
| Äldreomsorg                         | 8         | 13 %           | 7              | 9 %      | 13        | 41 %     | 8         |
| Den svenska ekonomin                | 9         | 4 %            | 10             | 14 %     | 7         | 44 %     | 5         |
| Pensioner                           | 10        | −              | −              | 7 %      | 17        | 37 %     | 10        |
| Flyktinginvandringen                | −         | −              | −              | 18 %     | 6         | 39 %     | 9         |
| Sociala frågor/välfärden            | −         | 14 %           | 6              | 8 %      | 14        | 43 %     | 6         |
| Jämställdhet                        | −         | −              | −              | 5 %      | 18        | 42 %     | 7         |
| Arbetsmarknad                       | −         | 6 %            | 8              | −        | −         | −        | −         |
| Demokrati                           | −         | 5 %            | 9              | −        | −         | −        | −         |
| Klasskillnader & ekonomiska klyftor | −         | −              | −              | 14 %     | 8         | −        | −         |
| Skatter                             | −         | −              | −              | 10 %     | 11        | −        | −         |
| Din egen ekonomi                    | −         | −              | −              | 9 %      | 12        | −        | −         |
| Trygghetssystemen                   | −         | −              | −              | 8 %      | 15        | −        | −         |
| Arbetslöshet & sysselsättning       | −         | −              | −              | 8 %      | 16        | −        | −         |

### Politiska kampanjer och valmanifest

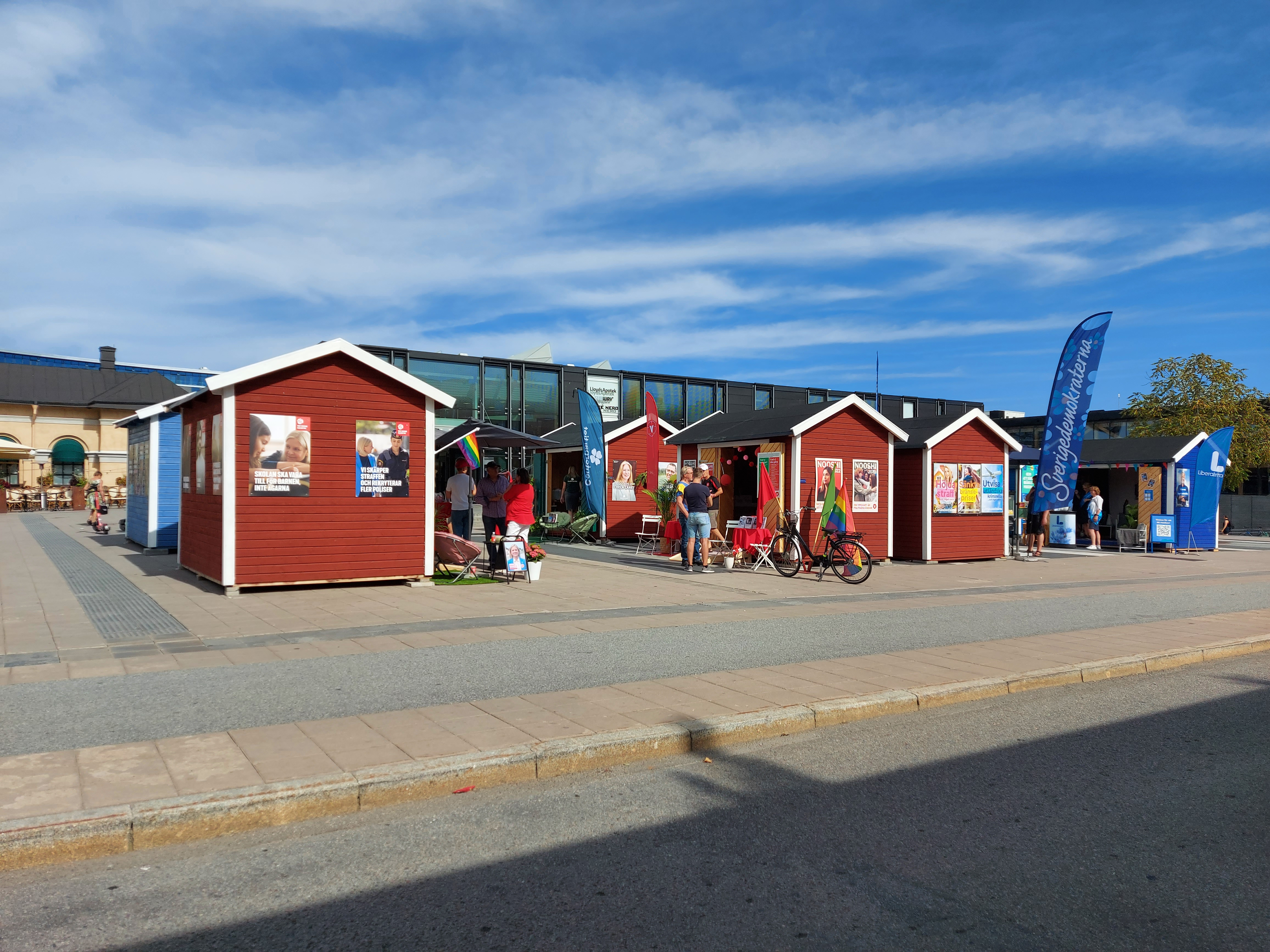
Valstugor i Uppsala den 11 augusti 2022, en månad före valdagen.

Enligt Socialdemokraternas valmanifest vill partiet efter valet "vända på varje sten för att knäcka kriminaliteten och bryta segregationen"; att man vill "ta tillbaka den demokratiska kontrollen över välfärden"; att man vill "skapa jobb här och nu genom att leda klimatomställningen"; att främja "en ansvarsfull ekonomisk politik mot stigande priser"; samt att man vill skapa "en säker och solidarisk värld". Magdalena Andersson öppnade att hon var beredd att samarbeta med alla andra riksdagspartier förutom med Sverigedemokraterna, liksom att hon var öppen för att ha Centerpartiet och Miljöpartiet i en regering. Socialdemokraterna vill också göra det obligatoriskt för kommunerna att skriva in alla barn från tre år och uppåt, som bott en kortare tid i Sverige, i förskolan. Under valkampanjen uttryckte partiet även stöd för en utbyggnad av kärnkraften och att partiet inte vill återinföra någon fastighetsskatt. Vidare vill Andersson att Sveriges invånare ska bo blandat, att det ska talas svenska i alla bostadsområden och att svensk jämställdhet ska gälla överallt. Ett uttalande av Andersson till Dagens Nyheter den 23 augusti 2022, där hon sade att "vi vill inte ha Chinatowns i Sverige, vi vill inte ha Somalitown eller Little Italy, vi ska bo blandat med de olika erfarenheter som vi har", väckte starka reaktioner bland främst svensk-somalier.
Enligt Moderaternas valmanifest kommer partiet efter valet "återupprätta arbetslinjen och skydda hushållens plånböcker"; man kommer att "göra den mest kraftfulla rättspolitiska offensiven i modern tid"; man kommer att "säkra klimatomställningen – med ny kärnkraft för stabil, billig och ren el"; samt att "stärka försvaret och leda Sverige in i Nato". Ulf Kristersson öppnade för att bilda regering med Kristdemokraterna och med stöd av Sverigedemokraterna och Liberalerna. Moderaterna vill minska invandringen till Sverige genom att ta bort lagen om skydd för vuxna med ömmande omständigheter, men som saknar asylskäl, som infördes av regeringen under sommaren 2021. Ulf Kristersson lämnade ett gemensamt vallöfte med Kristdemokraterna, Liberalerna och Sverigedemokraterna om att införa ett högkostnadsskydd för privata elkunder inför vintern 2022. Moderaterna vill sänka skatten för låg- och medelinkomsttagare och införa en jobbpremie för långtidsarbetslösa som får ett jobb.
Enligt Sverigedemokraternas valmanifest har partiet som sina "fyra politiska områden som är särskilt prioriterade" enligt följande: att man vill "skydda hushåll och företag mot energikrisen"; att "välfärd ska åter byggas i Sverige"; att "tryggheten måste få en särställning i politiken"; samt att "en stram migrationspolitik är avgörande för att vända dåligt till bra". Partiledaren Jimmie Åkesson vill att Sverigedemokraterna ska vara en del av en ny majoritetsregering, inom Ulf Kristerssons regeringsunderlag. Sverigedemokraterna förespråkar om ett så kallat "asylstopp", om att den asylrelaterade invandringen till Sverige ska vara "så nära noll som möjligt". För att möjliggöra detta vill partiet strama åt regelverket kring asylansökningar till Sverige och anpassa den till miniminivån enligt EU-rätten, med målet att Sverige skulle ha Europas lägsta invandring. Samtidigt uttryckte sig Jimmie Åkesson att partiet skulle släppa kravet på så kallad arbetsmarknadsprövning vid arbetskraftsinvandring. I den ekonomiska politiken vill Sverigedemokraterna behålla den så kallade pandemihöjningen av a-kassan, att höja taket i sjukförsäkringen och göra högre pensionsavsättningar. Partiets valrörelse uppmärksammades av två händelser som väckte starka reaktioner bland de övriga partiledarna. Riksdagsledamoten Tobias Andersson hade på Twitter lagt upp en en bild på ett tunnelbanetåg klätt i partiets färger och logga och med tweeten: "Välkommen till återvandringståget. Du innehar en enkelbiljett. Nästa stopp, Kabul!". Den 31 augusti 2022 avslöjade Aftonbladet att en tjänsteman inom partiet ville göra en minnesfika om Nazitysklands anfall mot Polen.

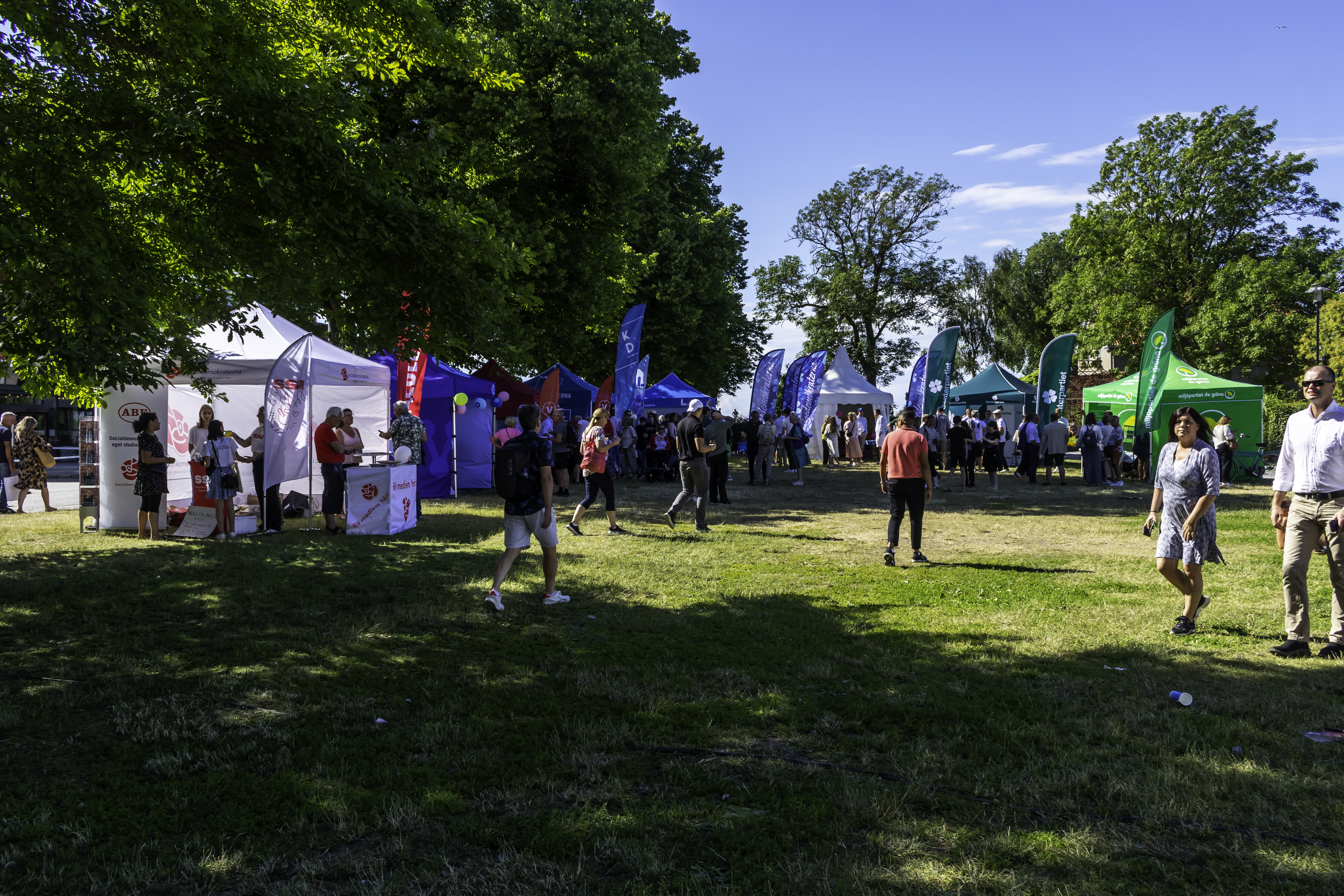
Partiernas tält uppställda i Visby i samband med Almedalsveckan den 6 juli 2022.

I Centerpartiets valmanifest vill partiet efter valet skapa "ett handlingskraftigt klimatledarskap som gör skillnad på riktigt"; att "alla delar av Sverige ska se ökad frihet, trygghet och tillgänglighet nästa mandatperiod"; att man vill "bygga ett jämställt Sverige med möjligheter och rättvisa för alla"; att man vill "skapa bättre förutsättningar för (småföretag) att lyckas, med lägre skatt, mindre regelkrångel och en starkare arbetslinje"; att "sänka det totala skattetrycket och skapa stabilitet i statsfinanserna genom att hushålla med skattebetalarnas pengar"; att man vill "bygga en vård och omsorg som sätter människan i centrum"; att den liberala demokratin "ska vårdas, värnas och vidareutvecklas – idag och för kommande generationer": att "stärka samhällskontraktet för ett tryggare och starkare Sverige, från landets gränser till ditt kvarter"; samt att partiet "söker samarbete för en politik som är tydligt förankrad i mitten." Partiledaren Annie Lööf uttryckte sig om att Centerpartiet kan tänka sig att ingå i en regering styrd av Socialdemokraterna och betraktade Magdalena Andersson som den bästa statsministerkandidaten. Samtidigt vill Lööf inte budgetförhandla med varken Vänsterpartiet eller Sverigedemokraterna, liksom att ingendera ska ges något inflytande i en kommande regering. Inom skolpolitiken vill Centerpartiet få bort kortsiktiga skolägare, skärpa tillsynen, skärpa kösystemet, se över skolpengsystemet och införa krav för vinstutdelning. I augusti 2022 avslöjades att Annie Lööf var en tänkt måltavla under Almedalsdådet i Visby den 6 juli 2022, i samband med Almedalsveckan, där psykiatrisamordnaren Ing-Marie Wieselgren blev knivmördad av en anhängare till Nordiska motståndsrörelsen.
I Vänsterpartiets valplattform vill partiet efter valet "investera i klimatet"; att man vill främja "trygghet – inte splittring"; att man ska känna sig "trygg på jobbet"; att man vill skapa ett "tryggare samhälle utan våld"; att man vill främja en "gemensamt ägd välfärd i hela landet"; att skapa en "jämlik vård och omsorg"; att "utbildning är nyckeln till ett bättre samhälle"; samt att man vill "försvara kulturens oberoende". Partiledaren Nooshi Dadgostar vill att Vänsterpartiet ska samarbeta med både Socialdemokraterna och Centerpartiet i en kommande regering. Gällande skolpolitiken vill partiet införa ett vinstförbud i friskolorna, att förbjuda försäljning av kommunala skolfastigheter och bredda offentlighetsprincipen så att också skolaktiebolagen omfattas av den. Partiet vill också införa en höjd skatt på kapitalinkomster, sparande, fastigheter och en förmögenhetsskatt.

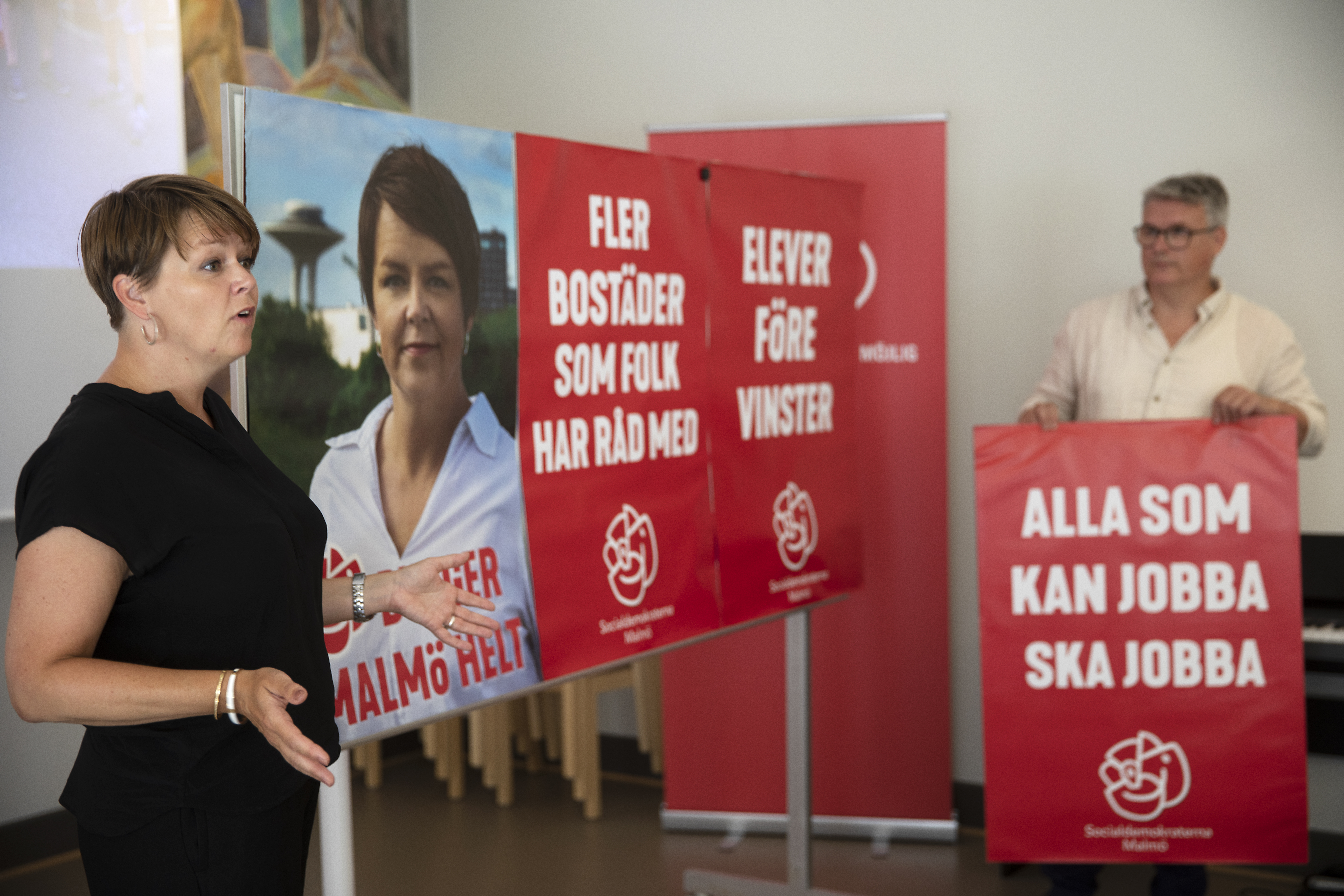
Katrin Stjernfeldt Jammeh, kommunstyrelsens ordförande i Malmö, och Joakim Sandell, ordförande för Socialdemokraterna i Malmö, presenterade Socialdemokraternas valkampanj i Malmö inför valet 2022.

I Kristdemokraternas valmanifest vill partiet efter valet prioritera ett "nationellt ansvar för vården, fler vårdplatser och utbyggd primärvård"; att prioritera "trygga gator, förebygga brott, höja straff och stärka familjer"; att prioritera "sänkta drivmedelspriser, ny kärnkraft och billig el"; samt att prioritera "sänkt skatt för pensionärer, fler och bättre äldreboenden och att bygga ett samhälle som ser äldre som en resurs".Partiledaren Ebba Busch vill att Kristdemokraterna ska bilda regering med Moderaterna, med vilken partiet arbetat tätt under valkampanjen, och vill samarbeta med Sverigedemokraterna. Kristdemokraterna har även föreslagit ett införande av kemisk kastrering av våldtäktsmän, att polis och åklagare ska kunna beslagta DNA som sparats i vårdens biobanker för att öka rättsväsendets möjligheter att utreda brott, samt en skärpning av utlänningskontrollerna genom en återupplivning av Reva-projektet.
I Liberalernas valmanifest menar partiet att man är "garanten för ett liberalt och borgerligt maktskifte" och att det behövs ett "liberalt maktskifte" i frågor kring skolan, integrationen, tryggheten, klimatet, jobben, välfärden, demokratin och omvärlden. Vidare vill Liberalerna bilda koalition med Moderaterna och Kristdemokraterna och utesluter inte stöd från varken Sverigedemokraterna eller Vänsterpartiet. Partiet vill däremot inte att varken Sverigedemokraterna eller Vänsterpartiet ska ingå i en kommande regering. Partiet vill genomföra ett "ordningslyft" för att skapa studiero i skolan och att inför hösten 2022 genomföra en moms- och skattesänkning på el för alla människor oavsett var man bor i Sverige. I augusti 2022 uppstod en intern konflikt inom Liberalerna i samband med en gemensam bussturné för kärnkraften, där partiet turnerade med bland andra Sverigedemokraterna. Partiledaren Johan Pehrson besvarade denna kritik med att betona att partiet skulle tillsammans med Moderaterna, Kristdemokraterna och Sverigedemokraterna besöka olika kärnkraftverk och beskrev det som en "knappast stor ideologisk fråga". Det uppstod även intern kritik hos partiet gällande dess budgetsamarbete med Sverigedemokraterna.
I Miljöpartiets valmanifest har partiet som sina främsta vallöften att främja "en rättvis och snabb klimatomställning"; att skapa "billig, säker och ren el"; att skapa "ett starkare skydd av naturen och alla arter"; att främja "ett enkelt sätt att resa klimatsmart"; att skapa "nya lösningar för att konsumera mer hållbart"; att skapa "en bättre djurvälfärd och starkare djurskydd"; att skapa "en tryggare försörjning för alla"; att bygga "fler klimatsmarta bostäder"; att skapa "en bra vård på lika villkor"; att skapa "en jämlik skola"; att främja "ett starkt och fritt kulturliv"; att främja "en skyddad och tryggad demokrati"; att främja "ett stopp för mäns våld mot kvinnor"; att skapa "ett mer jämställt samhälle hela livet ut"; att främja "ett samhälle fritt från rasism"; att främja "ett stopp för den organiserade brottsligheten"; skapa "en ökad beredskap för krig, kriser och naturkatastrofer"; främja "ett Sverige som står upp för fred och säkerhet"; samt främja "en stärkt asylrätt och hjälp till flyktingar". Språkröret Per Bolund öppnade för att Miljöpartiet vill sitta i en regering tillsammans med Socialdemokraterna och samarbeta med både Vänsterpartiet och Centerpartiet. Partiet vill däremot inte sitta i en regering som inte gör en "tillräckligt aktiv miljöpolitik" och som inte minskar utsläppen tillräckligt tydligt. Språkröret Märta Stenevi uttryckte att Miljöpartiet vill införa en progressiv kapitalskatt, "rycka makten" över nya friskolor ur kommunernas händer samt driva böter för företag som inte lyckas ställa om till fossilfri produktion 2030.

### Valbudgetar
Enligt uppskattningar hade de olika riksdagspartiernas budgetar följande fördelning:
| Parti               | Budget       | 2018 års valbudget |
| ------------------- | ------------ | ------------------ |
| Socialdemokraterna  | 100 miljoner | 100 miljoner       |
| Centerpartiet       | 70 miljoner  | 70 miljoner        |
| Moderaterna         | 65 miljoner  | 50 miljoner        |
| Sverigedemokraterna | 65 miljoner  | 51,5 miljoner      |
| Vänsterpartiet      | 27 miljoner  | 18,7 miljoner      |
| Kristdemokraterna   | 20 miljoner  | 23 miljoner        |
| Miljöpartiet        | 19 miljoner  | 18 miljoner        |
| Liberalerna         | 15 miljoner  | 15 miljoner        |

### Riksdagspartiernas valaffischer
| Parti               | Slagord                                                                                          |
| ------------------- | ------------------------------------------------------------------------------------------------ |
| Socialdemokraterna  | Tillsammans kan vi göra vårt Sverige bättre. Ingen ung ska bli kriminell. (m.fl.)                |
| Moderaterna         | Nu får vi ordning på Sverige. Nu får vi ordning på brotten. (m.fl.)                              |
| Sverigedemokraterna | Sverige ska bli bra igen... och inget snack. (m.fl.)                                             |
| Centerpartiet       | För Sveriges bästa. Hela landet behövs. (m.fl.)                                                  |
| Vänsterpartiet      | Nooshi 2022, andra lovar, vi agerar. Nooshi 2022, ta tillbaka kontrollen över välfärden. (m.fl.) |
| Kristdemokraterna   | Redo att göra Sverige tryggare. Redo för en ny regering. (m.fl.)                                 |
| Liberalerna         | Hellre fler läxförhör i dag än polisförhör i morgon. Utan oss inget maktskifte. (m.fl.)          |
| Miljöpartiet        | Alla ska med när Sverige ställer om. (m.fl.)                                                     |

### Debatter i media

#### Partiledardebatter
Under valrörelsen hölls följande debatter i TV, webb-tv och radio med medverkan av riksdagspartiernas partiledare:
| Titel | Moderator(er)                            | Kanal             | Datum             |
| --- | ---------------------------------------- | ----------------- | ----------------- |
| "Expressens stora partiledardebatt 2022" | Viktor Barth-Kron och Helena Gissén.     | Expressen TV      | 16 augusti 2022   |
| Medverkande partiledare: Ulf Kristersson (M), Magdalena Andersson (S), Johan Pehrson (L), Annie Lööf (C), Ebba Busch (KD), Nooshi Dadgostar (V), Märta Stenevi (MP) och Jimmie Åkesson (SD). |                                          |                   |                   |
| "Debatten" | Robert Aschberg.                         | Aftonbladet TV    | 17 augusti 2022   |
| Medverkande partiledare: Ulf Kristersson (M), Magdalena Andersson (S), Johan Pehrson (L), Annie Lööf (C), Ebba Busch (KD), Nooshi Dadgostar (V), Märta Stenevi (MP) och Jimmie Åkesson (SD). |                                          |                   |                   |
| "Sveriges Radios slutdebatt" | Katherine Zimmerman och Lasse Johansson. | Sveriges Radio P1 | 2 september 2022  |
| Medverkande partiledare: Ulf Kristersson (M), Magdalena Andersson (S), Johan Pehrson (L), Annie Lööf (C), Ebba Busch (KD), Nooshi Dadgostar (V), Märta Stenevi (MP) och Jimmie Åkesson (SD). |                                          |                   |                   |
| "Statsministermötet" | Karin Magnusson och Fouad Youcefi.       | SVT1 och SVT Play | 7 september 2022  |
| Medverkande partiledare: Ulf Kristersson (M) och Magdalena Andersson (S). |                                          |                   |                   |
| "Debatten" | Ann Tiberg och Jenny Strömstedt.         | TV4               | 8 september 2022  |
| Medverkande partiledare: Ulf Kristersson (M), Magdalena Andersson (S), Johan Pehrson (L), Annie Lööf (C), Ebba Busch (KD), Nooshi Dadgostar (V), Märta Stenevi (MP) och Jimmie Åkesson (SD). |                                          |                   |                   |
| "Slutdebatten" | Karin Magnusson och Fouad Youcefi.       | SVT1 och SVT Play | 9 september 2022  |
| Medverkande partiledare: Ulf Kristersson (M), Magdalena Andersson (S), Johan Pehrson (L), Annie Lööf (C), Ebba Busch (KD), Nooshi Dadgostar (V), Märta Stenevi (MP) och Jimmie Åkesson (SD). |                                          |                   |                   |
| "Duellen" | Anders Pihlblad och Jenny Strömstedt.    | TV4               | 10 september 2022 |
| Medverkande partiledare: Ulf Kristersson (M) och Magdalena Andersson (S). |                                          |                   |                   |

#### Övriga debatter
Under valrörelsen hölls även andra debatter med medverkan av riksdagspartiernas talespersoner och en del ministrar från Regeringen Andersson:
| Titel | Moderator(er)                                                      | Kanal             | Datum            |
| --- | ------------------------------------------------------------------ | ----------------- | ---------------- |
| "Folkviljan" | Silvia Kakembo & Staffan Dopping och Cecilia Garme & Jon Andersson | Samarbete1        | 24 augusti 2022  |
| Townhall-möte i två delar där partiernas talespersoner debatterar i dessa frågor: - "Lag och ordning": Petter Löberg (S), Johan Forssell (M), Tobias Andersson (SD), Martin Marmgren (MP) och Andreas Carlson (KD). - "Skola och utbildning": Gunilla Svantorp (S), Lars Hjälmered (M), Fredrik Christensson (C), Daniel Riazat (V) och Fredrik Malm (L). |                                                                    |                   |                  |
| "Temadebatt om klimatet" | Johar Bendjelloul och Monica Saarinen.                             | Sveriges Radio P1 | 27 augusti 2022  |
| Medverkande debattörer: Annika Strandhäll (S), Jessica Rosencrantz (M), Martin Kinnunen (SD), Rickard Nordin (C), Helena Gellerman (L), Kjell-Arne Ottosson (KD), Lorentz Tovatt (MP) och Elin Segerlind (V). |                                                                    |                   |                  |
| "Ekonomidebatt (i Agenda)" | Nike Nylander.                                                     | SVT1 och SVT Play | 28 augusti 2022  |
| Medverkande debattörer: Mikael Damberg (S), Elisabeth Svantesson (M), Oscar Sjöstedt (SD), Martin Ådahl (C), Ali Esbati (V), Jakob Forssmed (KD), Mats Persson (L) och Janine Alm Ericson (MP). |                                                                    |                   |                  |
| "Radio Swedens debatt på engelska" | Dave Russell och Kris Boswell.                                     | Radio Sweden      | 31 augusti 2022  |
| Medverkande debattörer: Hans Dahlgren (S), Tobias Billström (M), Maria Nilsson (L), Markus Wiechel (SD), Martin Ådahl (C), Ali Esbati (V), Jakob Forssmed (KD) och Maria Ferm (MP). |                                                                    |                   |                  |
| "Temadebatt om försvars- och säkerhetsfrågor" | Johar Bendjelloul och Monica Saarinen.                             | Sveriges Radio P1 | 3 september 2022 |
| Medverkande debattörer: Peter Hultqvist (S), Pål Jonson (M), Per Söderlund (SD), Daniel Bäckström (C), Allan Widman (L), Mikael Oscarsson (KD), Maria Ferm (MP) och Hanna Gunnarsson (V) |                                                                    |                   |                  |

1 Folkviljan var ett samarbete mellan Kvartal, Dagens Arena, Demoskop och Kulturhuset Stadsteatern.

## Vallokalsundersökningar

### SVT:s och TV4:s vallokalsundersökningar i riksdagsvalet 2022

Mandatfördelning i riksdagen enligt SVT:s vallokalsundersökning på valdagen.

När vallokalerna stängdes klockan 20:00 på kvällen den 11 september 2022, visade SVT (Valu) och TV4 sina vallokalsundersökningar. I Valu tillfrågades 12 000 väljare vid 100 vallokaler och 60 förtida röstningslokaler, medan i TV4:s valdagsundersökning tillfrågades 4 000 väljare.
| Parti                                    | SVT (Valu) | SVT (Valu)        | TV4     | TV4               |
| Parti                                    | Procent    | Ändring i procent | Procent | Ändring i procent |
| ---------------------------------------- | ---------- | ----------------- | ------- | ----------------- |
| Socialdemokraterna                       | 29,3       | +1,0              | 29,7    | +1,4              |
| Sverigedemokraterna                      | 20,5       | +3,0              | 21,3    | +3,8              |
| Moderaterna                              | 18,8       | -1,0              | 16,0    | -3,8              |
| Centerpartiet                            | 7,7        | -0,9              | 7,4     | -1,2              |
| Vänsterpartiet                           | 7,0        | -1,0              | 7,5     | -0,5              |
| Miljöpartiet                             | 5,8        | +1,4              | 6,0     | +1,6              |
| Kristdemokraterna                        | 5,2        | -1,1              | 5,8     | -0,5              |
| Liberalerna                              | 4,7        | -0,8              | 4,9     | -0,6              |
| Övriga                                   | 1,0        | 0                 | 0,8     | -0,2              |
| Koalition                                | SVT (Valu) | SVT (Valu)        | TV4     | TV4               |
| Koalition                                | Procent    | Ändring i procent | Procent | Ändring i procent |
| Högeroppositionen (M, KD, SD, L)         | 49,2       | +0,1              | 48,0    | -1,1              |
| Regeringen med stödpartier (S, C, MP, V) | 49,8       | +0,5              | 50,6    | +1,3              |
| Koalitionskillnad                        | 0,6        | -                 | 2,6     | -                 |

### Väljarströmmar 2018–2022
Oviktad resultat på väljarströmmar, vägda för valresultatet 2018 och det preliminära valnattsresultatet 2022.

#### Vilka partier kom väljarna från?
Tabellen visar: De som röstade på ett visst parti 2022, hur många procent av dem röstade på ett visst parti i det föregående valet, 2018? (De största andelarna har getts avvikande färg.)
| Partival 2022 | Partival 2018 (procent) | Partival 2018 (procent) | Partival 2018 (procent) | Partival 2018 (procent) | Partival 2018 (procent) | Partival 2018 (procent) | Partival 2018 (procent) | Partival 2018 (procent) |
| Partival 2022 | V                       | S                       | MP                      | C                       | L                       | KD                      | M                       | SD                      |
| ------------- | ----------------------- | ----------------------- | ----------------------- | ----------------------- | ----------------------- | ----------------------- | ----------------------- | ----------------------- |
|               |                         |                         |                         |                         |                         |                         |                         |                         |
| V             | 68                      | 14                      | 7                       | 2                       | 2                       | 0                       | 2                       | 1                       |
| S             | 6                       | 71                      | 4                       | 6                       | 4                       | 1                       | 5                       | 2                       |
| MP            | 21                      | 21                      | 44                      | 6                       | 3                       | 1                       | 2                       | 1                       |
| C             | 1                       | 13                      | 4                       | 50                      | 14                      | 4                       | 13                      | 0                       |
| L             | 1                       | 5                       | 2                       | 13                      | 46                      | 6                       | 25                      | 1                       |
| KD            | 0                       | 10                      | 1                       | 7                       | 5                       | 47                      | 22                      | 7                       |
| M             | 1                       | 9                       | 1                       | 6                       | 5                       | 7                       | 67                      | 4                       |
| SD            | 2                       | 12                      | 1                       | 1                       | 2                       | 4                       | 14                      | 64                      |

#### Vilka partier gick väljarna till?
Tabellen visar: De som röstade på ett visst parti i det föregående valet, 2018, hur många procent av dem röstade på ett visst parti i valet 2022? (De största procentuella väljarströmmarna har getts avvikande färg.)
| Partival 2018 | Partival 2022 (procent) | Partival 2022 (procent) | Partival 2022 (procent) | Partival 2022 (procent) | Partival 2022 (procent) | Partival 2022 (procent) | Partival 2022 (procent) | Partival 2022 (procent) |
| Partival 2018 | V                       | S                       | MP                      | C                       | L                       | KD                      | M                       | SD                      |
| ------------- | ----------------------- | ----------------------- | ----------------------- | ----------------------- | ----------------------- | ----------------------- | ----------------------- | ----------------------- |
|               |                         |                         |                         |                         |                         |                         |                         |                         |
| V             | 56                      | 22                      | 13                      | 1                       | 1                       | 0                       | 1                       | 5                       |
| S             | 3                       | 74                      | 4                       | 3                       | 1                       | 2                       | 6                       | 8                       |
| MP            | 10                      | 28                      | 46                      | 6                       | 2                       | 1                       | 3                       | 2                       |
| C             | 1                       | 23                      | 4                       | 41                      | 7                       | 4                       | 14                      | 3                       |
| L             | 2                       | 18                      | 2                       | 16                      | 35                      | 4                       | 16                      | 5                       |
| KD            | 0                       | 7                       | 1                       | 4                       | 5                       | 44                      | 22                      | 15                      |
| M             | 1                       | 8                       | 1                       | 4                       | 6                       | 6                       | 61                      | 14                      |
| SD            | 1                       | 4                       | 0                       | 0                       | 0                       | 3                       | 5                       | 86                      |

#### Nettoväljarströmmar
Då man räknar samman väljarströmmar i båda riktningar mellan partierna, var de största nettoväljarströmmarna 2018–2022 enligt nedanstående tabell, som visar uppskattade värden av de 7 största nettoväljarströmmarna, de som översteg 20 000 personer. I dessa större nettoväljarströmmar var det 41 000 fler väljare som gick från ”mitten-vänsterpartier” till ”mitten-högerpartier” än i motsatt riktning. De nettoväljaströmmar som var mindre än dessa 7 största, tog till stor del ut varandra när det gäller om det var ”mitten-vänsterpartierna” eller ”mitten-högerpartierna” som gynnades. Väljarantalen i tabellen kan ställas i relation till att ”mitten-högerpartierna” fick 46 296 fler röster än ”mitten-vänsterpartierna” i valet.
| Nr                                                                | Från | Till | Antal väljare | Vinnare *      |
| ----------------------------------------------------------------- | ---- | ---- | ------------- | -------------- |
| 1                                                                 | M    | SD   | 100 000       | –              |
| 2                                                                 | C    | S    | 71 000        | –              |
| 3                                                                 | V    | S    | 58 000        | –              |
| 4                                                                 | S    | SD   | 43 000        | Mitten-höger   |
| 5                                                                 | L    | S    | 41 000        | Mitten-vänster |
| 6                                                                 | C    | M    | 39 000        | Mitten-höger   |
| 7                                                                 | V    | MP   | 38 000        | –              |
| * Mitten-vänster (V, S, MP, C) eller mitten-höger (L, KD, M, SD). |      |      |               |                |

Andra typer av väljarströmmar är till och från icke-röstande, till och från blankröstande, till och från övriga partier (som är mindre än de åtta riksdagspartierna), att det avlider väljare mellan riksdagsvalen och att det tillkommer förstagångsväljare.

### Väljardemografi
Oviktad resultat på väljardemografi enligt Sveriges Televisions vallokalsundersökning.
| Demografi                  | Partival 2022 (procent) | Partival 2022 (procent) | Partival 2022 (procent) | Partival 2022 (procent) | Partival 2022 (procent) | Partival 2022 (procent) | Partival 2022 (procent) | Partival 2022 (procent) | Partival 2022 (procent) | Partival 2022 (procent) |
| Demografi                  | V                       | S                       | MP                      | C                       | L                       | KD                      | M                       | SD                      |                         |                         |
| -------------------------- | ----------------------- | ----------------------- | ----------------------- | ----------------------- | ----------------------- | ----------------------- | ----------------------- | ----------------------- | ----------------------- | ----------------------- |
|                            |                         |                         |                         |                         |                         |                         |                         |                         |                         |                         |
| Kön och ålder              |                         |                         |                         |                         |                         |                         |                         |                         |                         |                         |
| Kvinnor                    | 8                       | 34                      | 6                       | 8                       | 4                       | 6                       | 17                      | 16                      |                         |                         |
| Män                        | 6                       | 26                      | 4                       | 6                       | 5                       | 5                       | 21                      | 25                      |                         |                         |
| 18–21 år                   | 10                      | 20                      | 5                       | 6                       | 5                       | 5                       | 26                      | 22                      |                         |                         |
| 22–30 år                   | 11                      | 23                      | 6                       | 8                       | 5                       | 6                       | 24                      | 17                      |                         |                         |
| 31–64 år                   | 6                       | 30                      | 5                       | 6                       | 4                       | 6                       | 19                      | 21                      |                         |                         |
| 65+ år                     | 4                       | 38                      | 4                       | 7                       | 6                       | 5                       | 16                      | 20                      |                         |                         |
| Yrke                       |                         |                         |                         |                         |                         |                         |                         |                         |                         |                         |
| Arbetare                   | 9                       | 32                      | 4                       | 4                       | 2                       | 5                       | 14                      | 29                      |                         |                         |
| Tjänsteman                 | 6                       | 32                      | 6                       | 8                       | 6                       | 5                       | 21                      | 15                      |                         |                         |
| Företagare och jordbrukare | 3                       | 19                      | 6                       | 9                       | 6                       | 6                       | 25                      | 24                      |                         |                         |

## Valdeltagandet

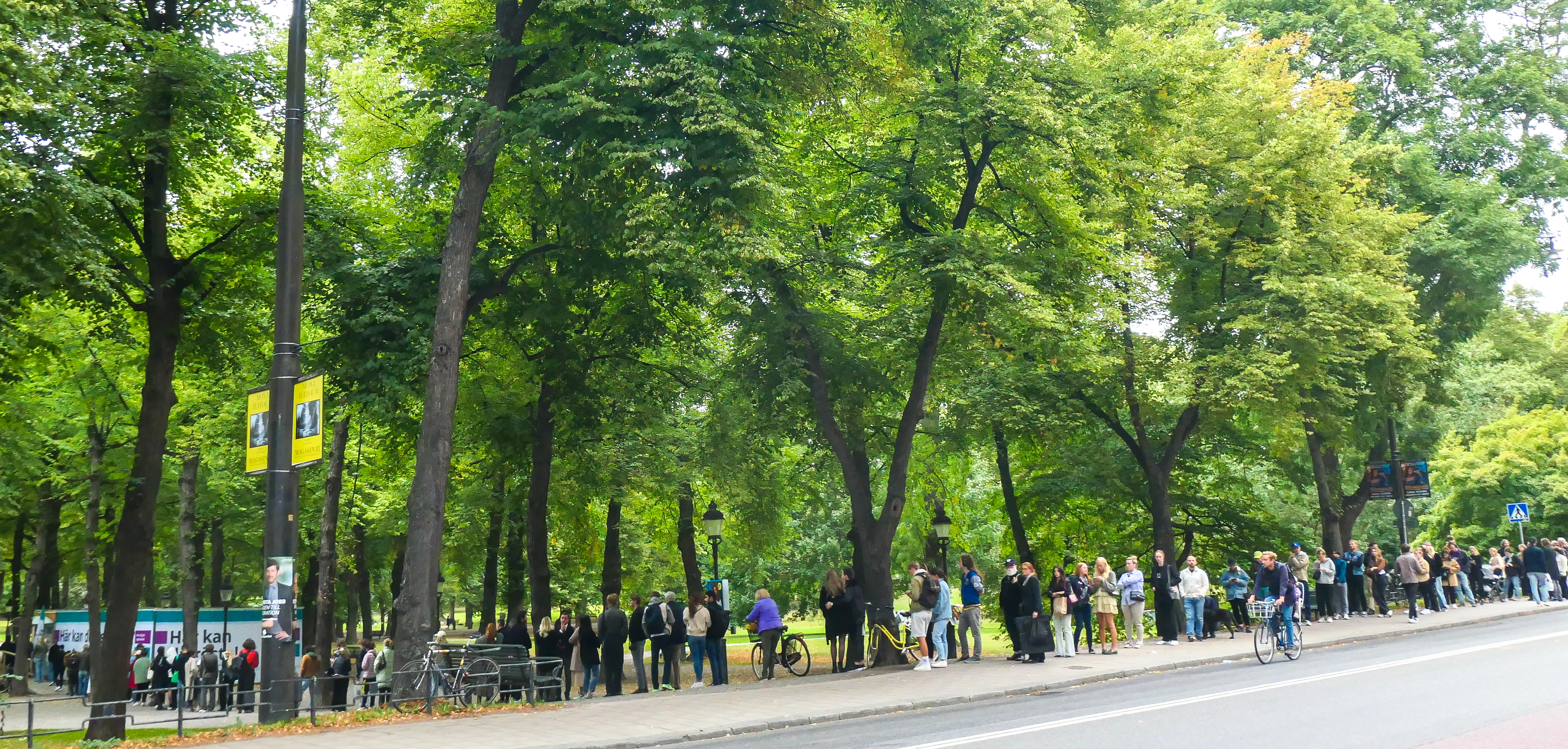
Köbildning vid Humlegården i Stockholm dagen före valet 2022.

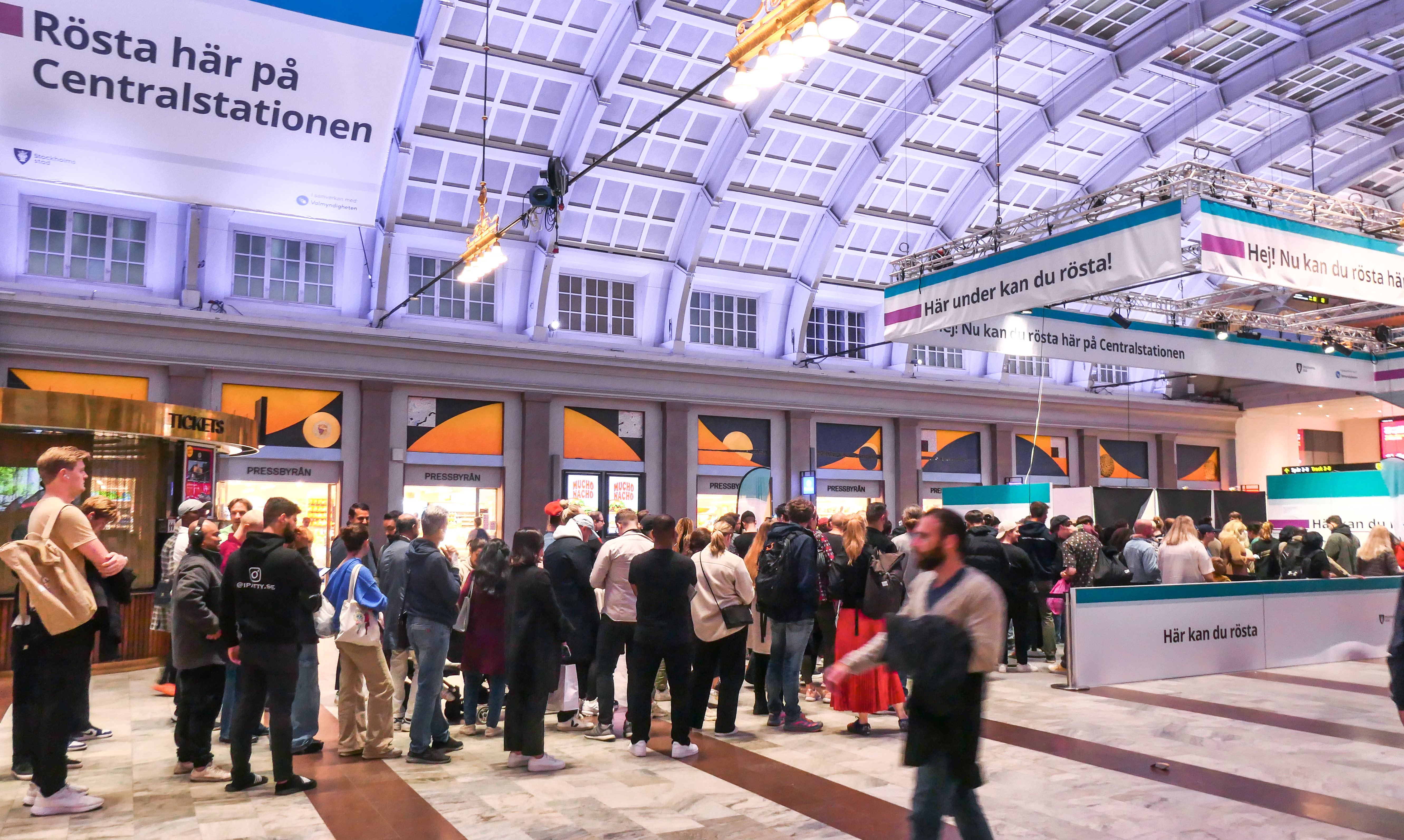
Hundratals köade för att få rösta på Stockholms centralstation, 35 minuter före stängning, på valdagen den 11 september 2022. Köerna ringlade sig genom stora hallen till långt utanför entrén.

Antalet röstberättigade för riksdagsvalet 2022 var 7 775 390 personer och antalet röstande var 6 544 464 personer, vilket ger ett valdeltagande på 84,17 %. Detta blev en nedgång med 2,97 procentenheter jämfört med valdeltagandet i riksdagsvalet 2018, som var det högsta sedan riksdagsvalet 1985. Valdeltagandet hade tidigare varit i en stadigt stigande trend sedan riksdagsvalet 2002.
Anders Sannerstedt, docent i statsvetenskap vid Lunds universitet, betraktade det låga valdeltagandet för valet 2022 som "överraskande". Han beskrev att valet "har framstått som uppenbart jämnt och spännande. Och många har väl upplevt att det står mycket på spel i och med att många känner väldigt stark avsky mot SD". Under SVT:s valvaka konstaterade Henrik Ekengren Oscarsson, professor i statsvetenskap vid Göteborgs universitet, att "många väljare har tyckt det har varit svårt, så att man helt enkelt inte är med". Enligt Joakim Palme, professor i statsvetenskap vid Uppsala universitet, har "vänstersidan vunnit på ett högt valdeltagande", men att "om den så kallade soffliggargruppen blir större kan det missgynna vänstersidan". Palme poängterade samtidigt att senare studier visat att klassröstningen har minskat, vilket gör det svårare att bedöma effekten av att färre röstar.
I socioekonomiskt utsatta områden i Stockholm och i Södertälje röstade mindre än hälften av invånarna. Lägst andel röstande var i valdistriktet Ronna norra i Södertälje, där valdeltagandet enbart var 39,4 procent i riksdagsvalet. Enligt socialdemokraten Viktoria Hjulström, ordförande i styrgruppen för valfrämjande åtgärder i Södertälje, kan en "en bidragande orsak" till det låga valdeltagande i bland annat Ronna delvis ha berott på problem med felaktig folkbokföring. Enligt Maria Solevid, docent i statsvetenskap vid Göteborgs universitet, så är andelen utrikesfödda bland de röstberättigade "en viktig faktor – men inte den enda faktorn. När röstningsnormen är svagare i ett område påverkar det dig mer om du är en person med initialt lägre sannolikhet att rösta [...] Dels påverkar det hur personer i ens närhet röstar. Förstagångsväljare tenderar till exempel att rösta i högre utsträckning om de bor hemma hos föräldrar som röstar [...] Sedan har vi den större omgivningen; om många andra i området röstar påverkar det – och om få röstar påverkar det åt andra hållet. Mindre resursstarka personer påverkas mer av det, och därför får vi stora skillnader".

### Köbildning vid vallokaler
Under valdagen rapporterades flera problem med längre köer till vallokalerna än tidigare val, och fler som stod i kö efter stängningstid. Det ledde till att folk antingen avstått från att rösta eller gått till vallokaler för förtidsröstning i stället. I Stockholm och Uppsala stod röstande i kö långt efter klockan 20 och på Stockholms centralstation lämnade den sista väljaren sin röst klockan 22.10.
En orsak till de långa köerna var ändringarna i vallagen, då väljarna behövde köa för att ensamma ta sina valsedlar bakom ett avskärmat bås. Detta system hade tidigare testats i Umeå kommun under riksdagsvalet 2018, där man redan då hade rapporterat om långa köer till vissa vallokaler. Både Riksrevisionen och Valmyndigheten hade inför valet 2022 varnat för att det nya systemet kunde medföra långa köer och att valdeltagandet kunde påverkas negativt. Reglerna infördes ändå eftersom Regeringen Löfven III inte tyckte att det fanns risk för några "beaktansvärda problem med köbildning eller därmed sammanhängande risker för ett lägre valdeltagande." Efter valet 2022 betonade den ansvarige ministern Morgan Johansson att det fanns en bred enighet om förändringen och att Valmyndigheten vidtog flera åtgärder inför genomförandet, men att detta kommer att utvärderas "för att säkra att nästa val fungerar både smidigt och säkert."
Magnus Hagevi, professor i statsvetenskap, menar att de långa köerna och väljare som inte fått lämna sina röster långt efter klockan 20, när de första prognoserna hade kommit, skulle kunna påverka folks val. De långa köerna till vallokalerna ledde till att Valprövningsnämnden fick motta ett flertal överklaganden av riksdagsvalet. Per-Ola Larsson, före detta chef för Valmyndigheten, menade att valet borde ogiltigförklaras. Han menade att det stred mot lagen som anger att vallokalerna ska vara lämpliga och tillgängliga för alla. Larsson föreslog att "man borde haft flera bås eller mindre valdistrikt så att det inte hade blivit sådana köbildningar", liksom att valsedlarna borde göras om så att alla partier är på samma sedel och att väljaren får sätta ett kryss i en ruta vid det parti man röstar på. Socialdemokraten Hans Ekström, ledamot i Valprövningsnämnden, såg allvarligt kring köbildningen och att det tydde på en "organisationsmiss". Han konstaterade att Valmyndigheten kommer behöva åtgärda köproblemet inför nästa val och att nämnden kommer att pröva om det kan ha påverkat valutgången.[Uppdatering behövs]

## Valnattsresultat (preliminärt)
Efter att 6 578 valdistrikt räknats, presenterades ett preliminärt valresultat under valvakan 2022 med uppdatering ifrån Valmyndigheten den 15 september 2022, kl 14:04.
| Parti                  | Parti                                    | Partiledare                  | Röster    | Röster | Röster           | Mandatfördelning | Mandatfördelning |
| Parti                  | Parti                                    | Partiledare                  | Antal     | %      | +− %             | Antal            | +−               |
| ---------------------- | ---------------------------------------- | ---------------------------- | --------- | ------ | ---------------- | ---------------- | ---------------- |
|                        | Socialdemokraterna                       | Magdalena Andersson          | 1 955 972 | 30,35  | +2,09            | 107              | +7               |
|                        | Sverigedemokraterna                      | Jimmie Åkesson               | 1 322 774 | 20,52  | +2,99            | 73               | +12              |
|                        | Moderaterna                              | Ulf Kristersson              | 1 231 109 | 19,10  | -0,74            | 68               | -2               |
|                        | Vänsterpartiet                           | Nooshi Dadgostar             | 434 410   | 6,74   | -1,26            | 24               | -3               |
|                        | Centerpartiet                            | Annie Lööf                   | 433 257   | 6,72   | -1,89            | 24               | -7               |
|                        | Kristdemokraterna                        | Ebba Busch                   | 344 025   | 5,34   | -0,98            | 19               | -3               |
|                        | Miljöpartiet                             | Per Bolund och Märta Stenevi | 328 362   | 5,09   | +0,68            | 18               | +2               |
|                        | Liberalerna                              | Johan Pehrson                | 297 566   | 4,62   | -0,87            | 16               | -4               |
|                        | Övriga partier                           | —                            | 97 823    | 1,52   | —                | —                | —                |
|                        |                                          |                              |           |        |                  |                  |                  |
| Allians                | Allians                                  | Statsministerkandidat        | Röster    | Röster | Mandatfördelning | Mandatfördelning | Mandatfördelning |
| Allians                | Allians                                  | Statsministerkandidat        | Antal     | %      | Antal            | Antal            | +−               |
|                        | Högeroppositionen (M, KD, SD, L)         | Ulf Kristersson              | 3 195 474 | 49,58  | 175              | 175              | +1               |
|                        | Regeringen med stödpartier (S, V, MP, C) | Magdalena Andersson          | 3 152 001 | 48,90  | 174              | 174              | -1               |
|                        |                                          |                              |           |        |                  |                  |                  |
| Antal giltiga röster   | Antal giltiga röster                     | Antal giltiga röster         | 6 445 298 | 100,0  | 349              | 349              | 349              |
| Ej anmälda partier     | Ej anmälda partier                       | Ej anmälda partier           | 3 481     | 0,05   |                  |                  |                  |
| Ogiltiga röster blanka | Ogiltiga röster blanka                   | Ogiltiga röster blanka       | 61 540    | 0,94   |                  |                  |                  |
| Ogiltiga röster övriga | Ogiltiga röster övriga                   | Ogiltiga röster övriga       | 34 145    | 0,52   |                  |                  |                  |
| Totalt                 | Totalt                                   | Totalt                       | 6 544 464 | 84,17  |                  |                  |                  |

## Slutgiltiga valresultatet

Valresultatet som visar det största partiets stöd i varje valkrets (vänster) och kommun (höger).

Den 17 september 2022 presenterade Valmyndigheten det slutgiltiga resultatet av riksdagsvalet, efter att samtliga 6 578 valdistrikt räknats för andra gången.
| Mandatfördelning i riksdagen vid riksdagens öppnande. |                                                       |                                                                                |           |        |        |                  |                  |
| Parti                                                 | Parti                                                 | Partiledare                                                                    | Röster    | Röster | Röster | Mandatfördelning | Mandatfördelning |
| Parti                                                 | Parti                                                 | Partiledare                                                                    | Antal     | %      | +− %   | Antal            | +−               |
|                                                       | Socialdemokraterna                                    | Magdalena Andersson                                                            | 1 964 474 | 30,33  | +2,07  | 107              | +7               |
|                                                       | Sverigedemokraterna                                   | Jimmie Åkesson                                                                 | 1 330 325 | 20,54  | +3,01  | 73               | +12              |
|                                                       | Moderaterna                                           | Ulf Kristersson                                                                | 1 237 428 | 19,10  | -0,74  | 68               | -2               |
|                                                       | Vänsterpartiet                                        | Nooshi Dadgostar                                                               | 437 050   | 6,75   | -1,25  | 24               | -3               |
|                                                       | Centerpartiet                                         | Annie Lööf                                                                     | 434 945   | 6,71   | -1,90  | 24               | -7               |
|                                                       | Kristdemokraterna                                     | Ebba Busch                                                                     | 345 712   | 5,34   | -0,98  | 19               | -3               |
|                                                       | Miljöpartiet                                          | Per Bolund och Märta Stenevi                                                   | 329 242   | 5,08   | +0,67  | 18               | +2               |
|                                                       | Liberalerna                                           | Johan Pehrson                                                                  | 298 542   | 4,61   | -0,88  | 16               | -4               |
|                                                       | Övriga anmälda partier                                |                                                                                |           |        |        |                  |                  |
|                                                       | Partiet Nyans                                         | Mikail Yüksel                                                                  | 28 352    | 0,44   | —      | 0                | 0                |
|                                                       | Alternativ för Sverige                                | Gustav Kasselstrand                                                            | 16 646    | 0,26   | -0,05  | 0                | 0                |
|                                                       | Medborgerlig Samling                                  | Ilan Sadé                                                                      | 12 882    | 0,20   | 0,0    | 0                | 0                |
|                                                       | Piratpartiet                                          | Katarina Stensson                                                              | 9 135     | 0,14   | +0,03  | 0                | 0                |
|                                                       | Mänskliga rättigheter och demokrati                   | Andreas Sidkvist                                                               | 6 077     | 0,09   | —      | 0                | 0                |
|                                                       | Kristna Värdepartiet                                  | Mats Selander                                                                  | 5 983     | 0,09   | +0,04  | 0                | 0                |
|                                                       | Knapptryckarna                                        |                                                                                | 5 493     | 0,08   | —      | 0                | 0                |
|                                                       | Feministiskt initiativ                                | Teysir Subhi                                                                   | 3 157     | 0,05   | -0,41  | 0                | 0                |
|                                                       | Landsbygdspartiet oberoende                           | Pia-Maria Johansson                                                            | 2 215     | 0,03   | -0,05  | 0                | 0                |
|                                                       | Direktdemokraterna                                    | Partiledarpost saknas                                                          | 1 755     | 0,03   | -0,05  | 0                | 0                |
|                                                       | Klimatalliansen                                       | Gudrun Schyman, William Grönlund, Mariam Jallow Tholozan och Pontus Bergendahl | 1 702     | 0,03   | —      | 0                | 0                |
|                                                       | Enhet                                                 | Vide Geiger                                                                    | 1 356     | 0,03   | -0,04  | 0                | 0                |
|                                                       | Sveriges kommunistiska parti                          | Andreas Sörensen                                                               | 1 181     | 0,02   | +0,01  | 0                | 0                |
|                                                       | Socialisterna-Välfärdspartiet                         | Johannes Regell                                                                | 892       | 0,01   | -0,05  | 0                | 0                |
|                                                       | Nordiska motståndsrörelsen                            | Simon Lindberg                                                                 | 847       | 0,01   | -0,02  | 0                | 0                |
|                                                       | Partiet Vändpunkt                                     | Gunnar Brundin                                                                 | 419       | 0,01   | —      | 0                | 0                |
|                                                       | Basinkomstpartiet                                     |                                                                                | 374       | 0,01   | —      | 0                | 0                |
|                                                       | Klassiskt liberala partiet                            | Magnus Jönsson                                                                 | 344       | 0,01   | -0,01  | 0                | 0                |
|                                                       | Skånepartiet                                          | Carl P. Herslow                                                                | 206       | 0,00   | -0,01  | 0                | 0                |
|                                                       | Sverige ut ur EU/Frihetliga Rättvisepartiet           |                                                                                | 174       | 0,00   | —      | 0                | 0                |
|                                                       | Förenade Demokratiska Partiet                         |                                                                                | 157       | 0,00   | —      | 0                | 0                |
|                                                       | Stram Kurs Sverige                                    | Rasmus Paludan                                                                 | 156       | 0,00   | —      | 0                | 0                |
|                                                       | Kalle Ankapartiet                                     |                                                                                | 144       | 0,00   | —      | 0                | 0                |
|                                                       | Volt Sverige                                          | Michael Holz                                                                   | 89        | 0,00   | —      | 0                | 0                |
|                                                       | Partiet Frihet                                        |                                                                                | 76        | 0,00   | —      | 0                | 0                |
|                                                       | Trygghetspartiet                                      | Erling Hansen                                                                  | 66        | 0,00   | -0,01  | 0                | 0                |
|                                                       | Ny reform                                             |                                                                                | 47        | 0,00   | —      | 0                | 0                |
|                                                       | Ond Kyckling Partiet                                  |                                                                                | 39        | 0,00   | —      | 0                | 0                |
|                                                       | Politiskt Skifte                                      |                                                                                | 22        | 0,00   | —      | 0                | 0                |
|                                                       | Mitt Sverige                                          |                                                                                | 21        | 0,00   | —      | 0                | 0                |
|                                                       | Svenska Rikslagen                                     |                                                                                | 17        | 0,00   | —      | 0                | 0                |
|                                                       | Valsamverkanspartiet                                  |                                                                                | 16        | 0,00   | —      | 0                | 0                |
|                                                       | Familjens Frihet                                      |                                                                                | 16        | 0,00   | —      | 0                | 0                |
|                                                       | Europeiska arbetarpartiet                             | Kjell Lundqvist                                                                | 15        | 0,00   | —      | 0                | 0                |
|                                                       | Common sense in Sweden                                | Erik Steen                                                                     | 10        | 0,00   | —      | 0                | 0                |
|                                                       | Swexitpartiet                                         |                                                                                | 10        | 0,00   | —      | 0                | 0                |
|                                                       | Frihetsrörelsen                                       |                                                                                | 8         | 0,00   | —      | 0                | 0                |
|                                                       | Kärlek                                                |                                                                                | 8         | 0,00   | —      | 0                | 0                |
|                                                       | Nu får det fan vara nog                               |                                                                                | 8         | 0,00   | —      | 0                | 0                |
|                                                       | Ändrings partiet revolution                           |                                                                                | 7         | 0,00   | —      | 0                | 0                |
|                                                       | Reformpartiet                                         |                                                                                | 7         | 0,00   | —      | 0                | 0                |
|                                                       | Det minst dåliga partiet                              |                                                                                | 6         | 0,00   | —      | 0                | 0                |
|                                                       | Anarkisterna                                          |                                                                                | 6         | 0,00   | —      | 0                | 0                |
|                                                       | Fria Wermland                                         |                                                                                | 6         | 0,00   | —      | 0                | 0                |
|                                                       | Nix to the Six                                        |                                                                                | 5         | 0,00   | —      | 0                | 0                |
|                                                       | Pax                                                   |                                                                                | 5         | 0,00   | —      | 0                | 0                |
|                                                       | Sverigepartiet                                        |                                                                                | 4         | 0,00   | —      | 0                | 0                |
|                                                       | Fritt val                                             |                                                                                | 4         | 0,00   | —      | 0                | 0                |
|                                                       | Gröna Demokrater                                      |                                                                                | 4         | 0,00   | —      | 0                | 0                |
|                                                       | Andopartiet                                           |                                                                                | 4         | 0,00   | —      | 0                | 0                |
|                                                       | Naturistpartiet                                       |                                                                                | 4         | 0,00   | —      | 0                | 0                |
|                                                       | Ny Demokrati                                          |                                                                                | 4         | 0,00   | —      | 0                | 0                |
|                                                       | Min röst                                              |                                                                                | 3         | 0,00   | —      | 0                | 0                |
|                                                       | Partiet Folkomröstning                                |                                                                                | 3         | 0,00   | —      | 0                | 0                |
|                                                       | John Mikkonen                                         | John Mikkonen                                                                  | 3         | 0,00   | —      | 0                | 0                |
|                                                       | Neoteknokraterna                                      |                                                                                | 3         | 0,00   | —      | 0                | 0                |
|                                                       | Fattigmans parti                                      |                                                                                | 3         | 0,00   | —      | 0                | 0                |
|                                                       | Yggdrasil                                             |                                                                                | 2         | 0,00   | —      | 0                | 0                |
|                                                       | Majspartiet                                           |                                                                                | 2         | 0,00   | —      | 0                | 0                |
|                                                       | Fredspartiet                                          |                                                                                | 2         | 0,00   | —      | 0                | 0                |
|                                                       | Sociallibertarianerna                                 |                                                                                | 2         | 0,00   | —      | 0                | 0                |
|                                                       | Företaget Sverige                                     |                                                                                | 2         | 0,00   | —      | 0                | 0                |
|                                                       | Invandrarpartiet                                      |                                                                                | 2         | 0,00   | —      | 0                | 0                |
|                                                       | Bjornpartiet                                          |                                                                                | 2         | 0,00   | —      | 0                | 0                |
|                                                       | En Vis Avskaffar Asylrätten!                          |                                                                                | 1         | 0,00   | —      | 0                | 0                |
|                                                       | FramtidsTro                                           |                                                                                | 1         | 0,00   | —      | 0                | 0                |
|                                                       | Humanistisk demokrati                                 |                                                                                | 1         | 0,00   | —      | 0                | 0                |
|                                                       | FN Parti art.27                                       |                                                                                | 1         | 0,00   | —      | 0                | 0                |
|                                                       | Gula västarna                                         |                                                                                | 1         | 0,00   | —      | 0                | 0                |
|                                                       | Naturfilosoferna                                      |                                                                                | 1         | 0,00   | —      | 0                | 0                |
|                                                       | Nya Samhällspartiet                                   |                                                                                | 1         | 0,00   | —      | 0                | 0                |
|                                                       | Svenskarna                                            |                                                                                | 1         | 0,00   | —      | 0                | 0                |
|                                                       | Positivt Samhällsinitiativ                            |                                                                                | 1         | 0,00   | —      | 0                | 0                |
|                                                       | OK                                                    |                                                                                | 1         | 0,00   | —      | 0                | 0                |
|                                                       | Monisterna                                            |                                                                                | 1         | 0,00   | —      | 0                | 0                |
|                                                       | Stora Norrlands oberoende Frihetsparti                |                                                                                | 1         | 0,00   | —      | 0                | 0                |
|                                                       | Enad Politik                                          |                                                                                | 1         | 0,00   | —      | 0                | 0                |
|                                                       | Nationalsocialistiska reformistiska Partiet           |                                                                                | 1         | 0,00   | —      | 0                | 0                |
|                                                       | KSP                                                   |                                                                                | 1         | 0,00   | —      | 0                | 0                |
|                                                       | Eropean radical reflektion a european dream party ERR |                                                                                | 1         | 0,00   | —      | 0                | 0                |
|                                                       |                                                       |                                                                                |           |        |        |                  |                  |
|                                                       |                                                       |                                                                                |           |        |        |                  |                  |
|                                                       | Högeroppositionen (M, KD, SD, L)                      | Högeroppositionen (M, KD, SD, L)                                               | 3 212 007 | 49,59  | —      | 176              | +2               |
|                                                       | Regeringen med stödpartier (S, C, MP, V)              | Regeringen med stödpartier (S, C, MP, V)                                       | 3 165 711 | 48,87  | —      | 173              | -2               |
|                                                       | Övriga partier                                        | Övriga partier                                                                 | 100 076   | 1,54   | —      | —                | —                |
|                                                       |                                                       |                                                                                |           |        |        |                  |                  |
| Antal giltiga röster                                  | Antal giltiga röster                                  | Antal giltiga röster                                                           | 6 477 794 | 100,00 | —      | 349              | —                |
| Inte anmälda partier                                  | Inte anmälda partier                                  | Inte anmälda partier                                                           | 1 431     | 0,02   | -0,01  |                  |                  |
| Blanka ogiltiga röster                                | Blanka ogiltiga röster                                | Blanka ogiltiga röster                                                         | 62 833    | 0,96   | +0,15  |                  |                  |
| Övriga ogiltiga röster                                | Övriga ogiltiga röster                                | Övriga ogiltiga röster                                                         | 5 567     | 0,09   | +0,04  |                  |                  |
| Totalt antal som röstade                              | Totalt antal som röstade                              | Totalt antal som röstade                                                       | 6 547 625 | 84,21  | -2,97  |                  |                  |
| Totalt antal röstberättigade                          | Totalt antal röstberättigade                          | Totalt antal röstberättigade                                                   | 7 775 390 |        |        |                  |                  |

### Valresultat för varje valkrets

Valresultatet som visar den största koalitionen och dess stöd i varje valkrets (vänster) och kommun (höger).

Här presenteras det slutgiltiga valresultatet fördelat efter valkrets. Här redovisas även valdeltagandet och antalet röster hos varje valkrets, liksom resultatet för de båda koalitionerna:
| Valkrets          | Valdeltagande | Andel   | Röster    | S       | SD      | M       | V       | C       | KD     | MP      | L      | Övriga | Regeringen Andersson | Högeroppositionen |         |
| ----------------- | ------------- | ------- | --------- | ------- | ------- | ------- | ------- | ------- | ------ | ------- | ------ | ------ | -------------------- | ----------------- | ------- |
| Valkrets          |               |         |           |         |         |         |         |         |        |         |        |        |                      |                   |         |
| Valkrets          | Blekinge      | 86,09 % | 1,58 %    | 103 580 | 31,14 % | 28,53 % | 17,86 % | 4,44 %  | 4,84 % | 5,54 %  | 2,91 % | 3,51 % | 1,22 %               | 43,33 %           | 55,44 % |
| Dalarna           | 85,38 %       | 2,85 %  | 186 598   | 31,66 % | 25,69 % | 16,43 % | 5,33 %  | 6,50 %  | 6,02 % | 3,80 %  | 3,10 % | 1,47 % | 47,29 %              | 51,24 %           |         |
| Gotland           | 87,10 %       | 0,63 %  | 41 459    | 34,64 % | 15,69 % | 16,81 % | 6,37 %  | 11,72 % | 3,97 % | 6,47 %  | 2,82 % | 1,51 % | 59,18 %              | 39,29 %           |         |
| Gävleborg         | 83,46 %       | 2,79 %  | 182 587   | 34,73 % | 24,09 % | 16,24 % | 5,91 %  | 6,25 %  | 5,10 % | 3,45 %  | 2,99 % | 1,24 % | 50,34 %              | 48,42 %           |         |
| Göteborg          | 80,71 %       | 5,30 %  | 347 101   | 27,65 % | 14,66 % | 18,48 % | 12,85 % | 5,85 %  | 4,37 % | 7,92 %  | 5,85 % | 2,35 % | 54,27 %              | 43,36 %           |         |
| Halland           | 86,63 %       | 3,39 %  | 221 675   | 28,27 % | 22,58 % | 22,47 % | 4,04 %  | 7,03 %  | 6,01 % | 3,59 %  | 4,84 % | 1,16 % | 42,93 %              | 55,90 %           |         |
| Jämtland          | 84,96 %       | 1,30 %  | 85 024    | 36,07 % | 20,11 % | 14,79 % | 5,59 %  | 9,14 %  | 5,38 % | 5,02 %  | 2,64 % | 1,27 % | 55,82 %              | 42,92 %           |         |
| Jönköping         | 85,28 %       | 3,50 %  | 229 125   | 29,05 % | 23,28 % | 18,73 % | 3,96 %  | 7,45 %  | 9,31 % | 3,22 %  | 3,70 % | 1,30 % | 43,68 %              | 55,02 %           |         |
| Kalmar            | 86,01 %       | 2,46 %  | 161 267   | 31,74 % | 24,50 % | 17,78 % | 4,64 %  | 6,53 %  | 6,96 % | 3,37 %  | 3,18 % | 1,31 % | 46,28 %              | 52,42 %           |         |
| Kronoberg         | 85,45 %       | 1,91 %  | 124 992   | 30,97 % | 23,61 % | 19,51 % | 5,03 %  | 6,05 %  | 6,76 % | 3,47 %  | 3,12 % | 1,48 % | 45,52 %              | 53,00 %           |         |
| Malmö             | 77,22 %       | 2,93 %  | 192 043   | 29,57 % | 16,37 % | 17,87 % | 12,49 % | 5,49 %  | 3,00 % | 7,49 %  | 4,53 % | 3,19 % | 55,04 %              | 41,77 %           |         |
| Norrbotten        | 84,58 %       | 2,47 %  | 161 455   | 41,64 % | 20,30 % | 13,57 % | 6,98 %  | 5,29 %  | 5,12 % | 3,44 %  | 2,54 % | 1,11 % | 57,35 %              | 41,53 %           |         |
| Skåne NÖ          | 83,92 %       | 3,10 %  | 202 890   | 25,21 % | 32,21 % | 19,52 % | 3,94 %  | 4,95 %  | 6,15 % | 2,96 %  | 3,76 % | 1,31 % | 37,06 %              | 61,64 %           |         |
| Skåne S           | 87,32 %       | 3,96 %  | 259 333   | 25,35 % | 23,36 % | 22,06 % | 4,96 %  | 6,62 %  | 4,76 % | 5,55 %  | 6,15 % | 1,19 % | 42,48 %              | 56,33 %           |         |
| Skåne V           | 81,89 %       | 2,93 %  | 191 655   | 27,34 % | 28,75 % | 19,82 % | 4,61 %  | 4,97 %  | 4,72 % | 3,54 %  | 4,48 % | 1,77 % | 40,46 %              | 57,77 %           |         |
| Stockholm         | 84,04 %       | 9,27 %  | 606 751   | 28,07 % | 10,67 % | 19,07 % | 11,73 % | 8,48 %  | 3,17 % | 10,02 % | 6,87 % | 1,92 % | 58,30 %              | 39,78 %           |         |
| Stockholms län    | 82,49 %       | 12,56 % | 822 510   | 27,12 % | 17,55 % | 24,01 % | 6,28 %  | 7,39 %  | 4,89 % | 5,14 %  | 5,95 % | 1,68 % | 45,93 %              | 52,40 %           |         |
| Södermanland      | 83,52 %       | 2,82 %  | 184 880   | 32,94 % | 23,01 % | 19,21 % | 5,20 %  | 5,94 %  | 4,74 % | 4,01 %  | 3,59 % | 1,36 % | 48,09 %              | 50,55 %           |         |
| Uppsala           | 85,99 %       | 3,80 %  | 248 888   | 29,13 % | 18,18 % | 18,26 % | 7,85 %  | 7,25 %  | 5,93 % | 6,73 %  | 5,01 % | 1,66 % | 50,96 %              | 47,38 %           |         |
| Värmland          | 85,20 %       | 2,78 %  | 182 231   | 34,59 % | 22,80 % | 17,05 % | 5,01 %  | 6,34 %  | 5,81 % | 3,64 %  | 3,71 % | 1,04 % | 49,58 %              | 49,37 %           |         |
| Västerbotten      | 85,79 %       | 2,71 %  | 177 543   | 40,73 % | 14,46 % | 14,15 % | 8,50 %  | 7,79 %  | 4,71 % | 5,44 %  | 3,12 % | 1,10 % | 62,46 %              | 36,44 %           |         |
| Västernorrland    | 85,16 %       | 2,42 %  | 158 721   | 39,42 % | 20,68 % | 13,97 % | 5,75 %  | 7,45 %  | 5,41 % | 3,43 %  | 2,74 % | 1,15 % | 56,05 %              | 42,80 %           |         |
| Västmanland       | 82,95 %       | 2,61 %  | 170 749   | 32,00 % | 23,67 % | 19,13 % | 6,13 %  | 5,40 %  | 5,01 % | 3,20 %  | 4,16 % | 1,29 % | 46,73 %              | 51,97 %           |         |
| Västra Götaland N | 84,41 %       | 2,65 %  | 173 655   | 31,28 % | 25,43 % | 17,53 % | 5,16 %  | 5,72 %  | 6,17 % | 3,63 %  | 3,64 % | 1,44 % | 45,79 %              | 52,77 %           |         |
| Västra Götaland S | 84,44 %       | 2,17 %  | 141 906   | 29,14 % | 23,59 % | 18,92 % | 5,34 %  | 7,09 %  | 6,96 % | 3,56 %  | 3,84 % | 1,56 % | 45,13 %              | 53,31 %           |         |
| Västra Götaland V | 87,56 %       | 3,79 %  | 247 863   | 28,03 % | 21,20 % | 20,46 % | 5,68 %  | 6,41 %  | 6,28 % | 5,18 %  | 5,43 % | 1,32 % | 45,30 %              | 53,37 %           |         |
| Västra Götaland Ö | 86,14 %       | 2,70 %  | 176 526   | 31,40 % | 24,12 % | 18,58 % | 4,45 %  | 6,61 %  | 6,96 % | 3,26 %  | 3,35 % | 1,28 % | 45,72 %              | 53,01 %           |         |
| Örebro            | 84,69 %       | 2,97 %  | 194 187   | 33,25 % | 22,09 % | 16,74 % | 6,11 %  | 6,26 %  | 5,34 % | 4,05 %  | 4,55 % | 1,60 % | 49,67 %              | 48,72 %           |         |
| Östergötland      | 85,32 %       | 4,59 %  | 300 600   | 30,55 % | 21,20 % | 19,83 % | 5,62 %  | 6,48 %  | 5,97 % | 4,63 %  | 4,41 % | 1,30 % | 47,28 %              | 51,41             |         |
| Totalt            | 84,21 %       | 100,0 % | 6 547 625 | 30,33 % | 20,54 % | 19,10 % | 6,75 %  | 6,71 %  | 5,34 % | 5,08 %  | 4,61 % | 1,54 % | 48,87 %              | 49,59 %           |         |

### Partiernas starkaste valdistrikt

Valresultatet som visar det största partiet och dess röstandel i varje valdistrikt.

Här presenteras partiernas starkaste valdistrikt enligt det slutgiltiga valresultatet.
| Parti                            | Valkrets                                            | Valkrets | Rike    |
| Parti                            | Starkaste                                           | Andel    | Andel   |
| -------------------------------- | --------------------------------------------------- | -------- | ------- |
| S                                | Tjärna Allé (Borlänge kommun)                       | 67,96 %  | 30,33 % |
| SD                               | Oderljunga (Perstorps kommun)                       | 52,99 %  | 20,54 % |
| M                                | Södra Djursholm (Danderyds kommun)                  | 58,43 %  | 19,10 % |
| V                                | Möllevångstorget S (Malmö kommun)                   | 44,59 %  | 6,75 %  |
| C                                | Norrflärke-Solberg (Örnsköldsviks kommun)           | 24,32 %  | 6,71 %  |
| KD                               | Norsborg småhusområde (Botkyrka kommun)             | 27,99 %  | 5,34 %  |
| MP                               | Skarpnäck 2 Brotorp (Stockholms kommun)             | 29,36 %  | 5,08 %  |
| L                                | Västerled 15 Ålsten S (Stockholms kommun)           | 17,80 %  | 4,61 %  |
| PNy                              | Rosengård centrum (Malmö kommun)                    | 28,11 %  | 0,44 %  |
| AfS                              | Järeda (Hultsfreds kommun)                          | 1,92 %   | 0,26 %  |
| MED                              | Engelbrekt 17 Körsbärsvägen mfl (Stockholms kommun) | 1,56 %   | 0,20 %  |
| PP                               | Högskolan/Trängen (Skövde kommun)                   | 1,93 %   | 0,14 %  |
| Data hämtat från Valmyndigheten. |                                                     |          |         |

### Mandatfördelning

Fördelning av fasta mandat och utjämningsmandat från varje valkrets.

Följande mandat tilldelades samtliga riksdagspartier och båda koalitionerna enligt Valmyndigheten:
| Valkrets          | S   | SD | M  | V  | C  | KD | MP | L  | Regeringen Andersson | Högeroppositionen | Totalt |  |
| ----------------- | --- | -- | -- | -- | -- | -- | -- | -- | -------------------- | ----------------- | ------ |  |
| Valkrets          |     |    |    |    |    |    |    |    |                      |                   |        |  |
| Blekinge          | 2   | 2  | 1  | 0  | 0  | 0  | 0  | 0  | 2                    | 3                 | 5      |  |
| Dalarna           | 3   | 3  | 2  | 1  | 1  | 1  | 0  | 0  | 5                    | 6                 | 11     |  |
| Gotland           | 1   | 0  | 1  | 0  | 0  | 0  | 0  | 0  | 1                    | 1                 | 2      |  |
| Gävleborg         | 4   | 2  | 2  | 1  | 1  | 1  | 0  | 0  | 6                    | 5                 | 11     |  |
| Göteborg          | 5   | 3  | 3  | 2  | 1  | 1  | 2  | 1  | 10                   | 8                 | 18     |  |
| Halland           | 3   | 3  | 2  | 0  | 1  | 1  | 1  | 1  | 5                    | 7                 | 12     |  |
| Jämtland          | 2   | 1  | 1  | 0  | 0  | 0  | 0  | 0  | 2                    | 2                 | 4      |  |
| Jönköping         | 4   | 3  | 2  | 1  | 1  | 1  | 0  | 1  | 6                    | 7                 | 13     |  |
| Kalmar            | 3   | 2  | 2  | 0  | 0  | 1  | 0  | 0  | 3                    | 5                 | 8      |  |
| Kronoberg         | 2   | 2  | 2  | 0  | 0  | 0  | 0  | 0  | 2                    | 4                 | 6      |  |
| Malmö             | 3   | 2  | 2  | 1  | 1  | 0  | 1  | 1  | 6                    | 5                 | 11     |  |
| Norrbotten        | 4   | 2  | 1  | 1  | 0  | 0  | 0  | 0  | 5                    | 3                 | 8      |  |
| Skåne NÖ          | 3   | 4  | 2  | 0  | 0  | 1  | 0  | 0  | 3                    | 7                 | 10     |  |
| Skåne S           | 3   | 3  | 3  | 1  | 1  | 1  | 1  | 1  | 6                    | 8                 | 14     |  |
| Skåne V           | 3   | 2  | 3  | 0  | 1  | 0  | 0  | 1  | 4                    | 6                 | 10     |  |
| Stockholm         | 9   | 4  | 6  | 4  | 3  | 1  | 4  | 3  | 20                   | 14                | 34     |  |
| Stockholms län    | 11  | 8  | 10 | 3  | 3  | 2  | 3  | 3  | 20                   | 23                | 43     |  |
| Södermanland      | 4   | 2  | 2  | 1  | 1  | 0  | 1  | 0  | 7                    | 4                 | 11     |  |
| Uppsala           | 4   | 2  | 2  | 1  | 1  | 1  | 1  | 1  | 7                    | 6                 | 13     |  |
| Värmland          | 4   | 2  | 2  | 1  | 1  | 1  | 0  | 0  | 6                    | 5                 | 11     |  |
| Västerbotten      | 4   | 1  | 1  | 1  | 1  | 0  | 1  | 0  | 7                    | 2                 | 9      |  |
| Västernorrland    | 4   | 2  | 1  | 1  | 1  | 0  | 0  | 0  | 6                    | 3                 | 9      |  |
| Västmanland       | 3   | 3  | 2  | 1  | 0  | 0  | 0  | 0  | 4                    | 4                 | 8      |  |
| Västra Götaland N | 3   | 2  | 2  | 0  | 0  | 1  | 0  | 0  | 3                    | 5                 | 8      |  |
| Västra Götaland S | 2   | 2  | 2  | 0  | 1  | 1  | 0  | 0  | 3                    | 5                 | 8      |  |
| Västra Götaland V | 3   | 3  | 3  | 1  | 1  | 1  | 1  | 1  | 6                    | 8                 | 14     |  |
| Västra Götaland Ö | 3   | 2  | 2  | 0  | 1  | 1  | 0  | 0  | 4                    | 5                 | 9      |  |
| Örebro            | 3   | 2  | 2  | 1  | 1  | 1  | 1  | 1  | 6                    | 6                 | 12     |  |
| Östergötland      | 5   | 4  | 3  | 1  | 1  | 1  | 1  | 1  | 8                    | 9                 | 17     |  |
| Totalt            | 107 | 73 | 68 | 24 | 24 | 19 | 18 | 16 | 173                  | 176               | 349    |  |

### Resultat i riksdagsvalet per kommun

Socialdemokraterna
Sverigedemokraterna
Moderaterna
Vänsterpartiet
Centerpartiet
Kristdemokraterna
Miljöpartiet
Liberalerna
Skala, rött (S+V+C+MP) till blått (SD+M+KD+L)

## Statistik

### Röstberättigade till riksdagsvalet 2022
Statistik som visar antalet röstberättigade inför riksdagsvalet 2022 per kvalifikationsdagen den 12 augusti 2022.
| Ålder |                       |
| Ålder | Antal röstberättigade |
| ----- | --------------------- |
| 18–29 | 1 326 939*            |
| 30–49 | 2 483 363             |
| 50–64 | 1 846 047             |
| 65–   | 2 115 771             |

*Not: Därav 439 232 förstagångsväljare
| Kön     |                       |
| Kön     | Antal röstberättigade |
| ------- | --------------------- |
| Män     | 3 851 470             |
| Kvinnor | 3 920 650             |

| Väljargrupp        |                       |
| Väljargrupp        | Antal röstberättigade |
| ------------------ | --------------------- |
| Förstagångsväljare | 439 232               |
| Utlandssvenskar    | 178 901               |

| Antal röstberättigade |
| --------------------- |
| 7 772 120             |

## Händelser efter valet

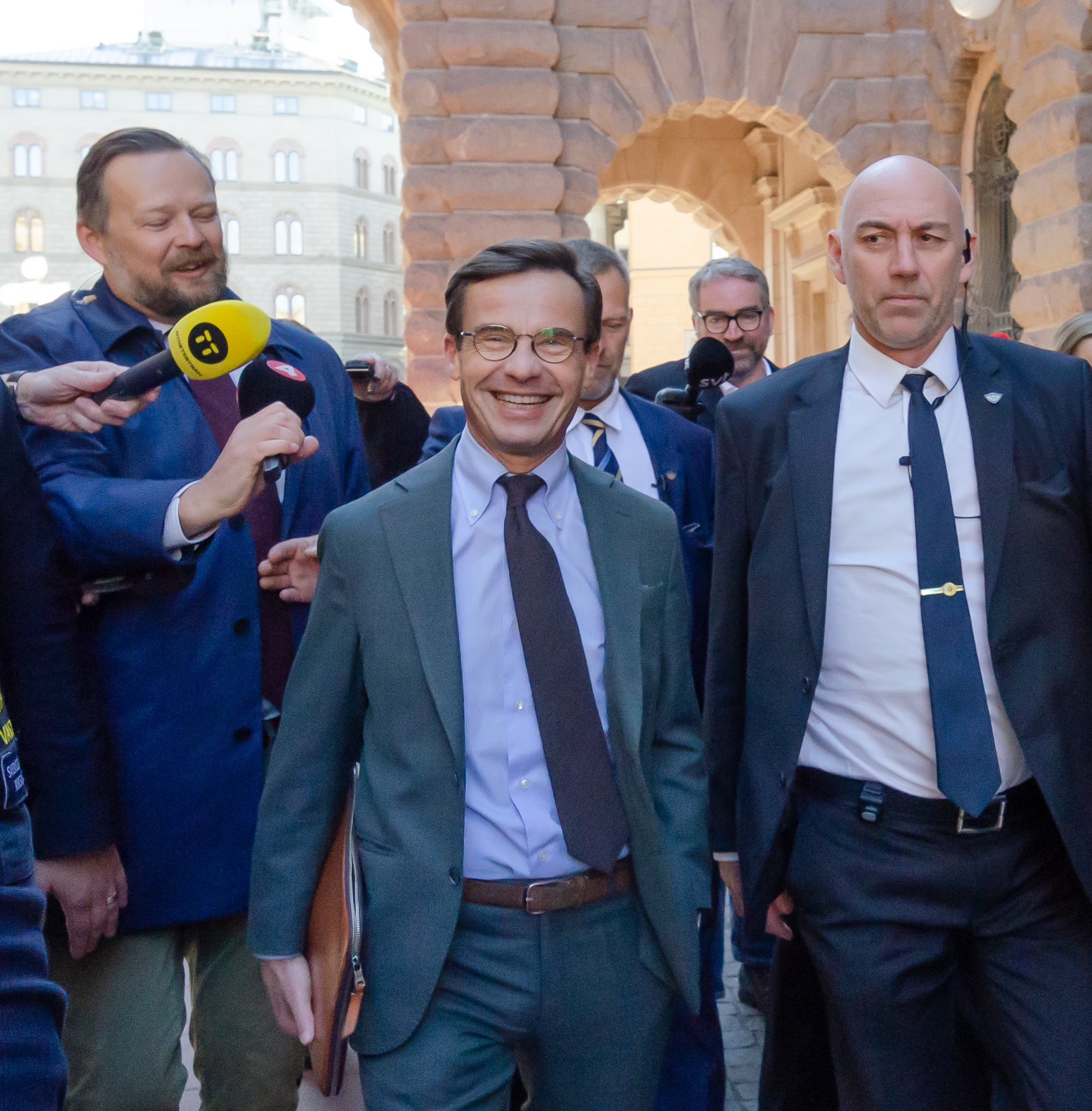
Ulf Kristersson på väg för att avlägga rapport till talmannen den 12 oktober 2022.

Under valvakan visade både SVT:s och TV4:s vallokalsundersökningar att Socialdemokraternas koalition hade en knapp majoritet gentemot Moderaternas koalition. Endast 40 000 röster skiljde mellan de båda koalitionerna. Undersökningarna visade även att Sverigedemokraterna hade passerat Moderaterna i antalet röster och att det skulle bli det näst största riksdagspartiet, en position som Moderaterna innehaft sedan riksdagsvalet 1979.
Vid rösträkningen av det preliminära valresultatet konstaterade Valmyndigheten att Moderaternas koalition hade passerat Socialdemokraternas koalition med mellan ett och tre mandat. På grund av det osäkra läget under valnatten, tvekade Ulf Kristersson i sitt tal på Moderaternas valvaka att uttala sig som segrare och bad sina väljare att ha "tålamod [...] det definitiva resultatet måste fastställas". Vid samma tidpunkt meddelade Jimmie Åkesson att Sverigedemokraterna vid ett eventuellt maktskifte kommer att "ha en central position i det nya styre som tillträder. Vår ambition är att sitta med i regeringen." Magdalena Andersson meddelade att hon vägrade att erkänna sig besegrad och att "alla röster ska räknas och vi ska vänta på ett resultat", samtidigt som hon hyllade sina väljare för att ha "gjort ett bra val, vi har ett bra valresultat och vi har gjort en fantastisk valrörelse". Statsvetare som Anders Sannerstedt och Henrik Ekengren Oscarsson påpekade att det identitetspolitiska Partiet Nyans, som blev det största partiet utanför riksdagen, hade skördat framgångar i valet genom att främst ha lockat väljare från förorterna på bekostnad av Socialdemokraterna.
Sverigedemokraterna hamnade i blåsväder efter valet. Under webbtidningen Samnytts valvaka i Stockholm hade regionskandidaten Rebecka Fallenkvist inför en journalist utropat orden "Helg Seger", en anspelning på orden "Hell Seger" som är den svenska översättningen av den nazistiska segerhälsningen. Fallenkvist berättade därefter för Expressen att hon med orden ville spela på "medias sedvanliga övertolkningar", men att hon "här i efterhand inser [...] att det var onödigt". När partiets stabschef Linus Bylund den 13 september fick en fråga av en journalist om vad han såg fram emot de kommande dagarna, besvarade han skämtsamt om "journalistrugby", där man "knuffar journalister".
Centerpartiets partiledare Annie Lööf skickade den 13 september ett internt mejl till partiets politiker, där hon beskrev partiets preliminära valresultat som "omskakande". Hon meddelade att partiets styrelse kommer att ha "en grundlig diskussion och tillsätta en valanalysgrupp som på djupet kommer att lyssna in och föreslå förändringar framåt." Två dagar senare meddelade Lööf att hon kommer att avgå som partiledare. Efteråt krävde ett flertal aktiva centerpartister en ny partiledning och att partiet gör upp med samtliga av riksdagens partier. Med anledning av Kristdemokraternas svaga valresultat krävde den tidigare partiledaren Alf Svensson att partiet gör en "rejäl valanalys där de inte väjer för det som inte blev bra".
Under onsdagen den 14 september erkände sig Magdalena Andersson besegrad och meddelade att hon följande dag skulle begära entledigande som statsminister, varpå Ulf Kristersson utropades som valets vinnare. Andersson uppmanade även Moderaterna, Kristdemokraterna och Liberalerna att de "måste dra en tydlig gräns mot alla försök att underblåsa hat, hot och våld" och meddelade samtidigt att "om Moderaterna skulle komma på andra tankar och vilja samarbeta med mig i stället för SD står min dörr öppen för Kristersson". Hos Liberalerna har det uppstått en "hård vakthållning" bland vissa medlemmar gällande en regering där Sverigedemokraterna ingår. Även i Europaparlamentet har Gruppen Renew Europe kritiserat Liberalerna för att partiet vill ingå i en regering tillsammans med Sverigedemokraterna.

### Regeringsbildning
Dagen efter valet, den 12 september 2022, inledde Moderaterna förhandlingar med företrädare från Sverigedemokraterna, Kristdemokraterna och Liberalerna, där de diskuterade om ”allmänna förutsättningar” inför en regeringsbildning. Den 19 september gav talmannen Andreas Norlén, efter samtal med företrädare för riksdagspartierna och en överläggning med de vice talmännen, Ulf Kristersson i uppdrag att sondera förutsättningarna för att bilda regering. Den 12 oktober avlade han rapport till talmannen och begärde ytterligare två dagar för att få ihop sitt regeringsunderlag. Den 14 oktober höll Kristersson en gemensam presskonferens med partiledarna Jimmie Åkesson, Ebba Busch och Johan Pehrson, där de presenterade Tidöavtalet. Kristersson offentliggjorde att han sökte riksdagens mandat att bilda regering med företrädare från Moderaterna, Kristdemokraterna och Liberalerna. Denna regering kommer att ha ett nära samarbete med Sverigedemokraterna.
Under statsministeromröstningen i riksdagen den 17 oktober 2022, blev Ulf Kristersson, med röstresultatet 176 ja (M, KD, L och SD) och 173 nej (S, V, C och MP), vald till statsminister och kunde bilda en minoritetsregering med Moderaterna, Kristdemokraterna och Liberalerna. Då regeringen har färre mandat än Socialdemokraternas hela riksdagsgrupp behöver den förlita sig på Sverigedemokraternas stöd vid varje riksdagsomröstning. Sverigedemokraterna får dessutom tjänstemän i regeringskansliet, ett beslut som motsattes internt av Liberalerna redan innan valet. Det är första gången som Sverigedemokraterna har ett direkt inflytande över regeringens politik.

## Skolval (preliminärt resultat)

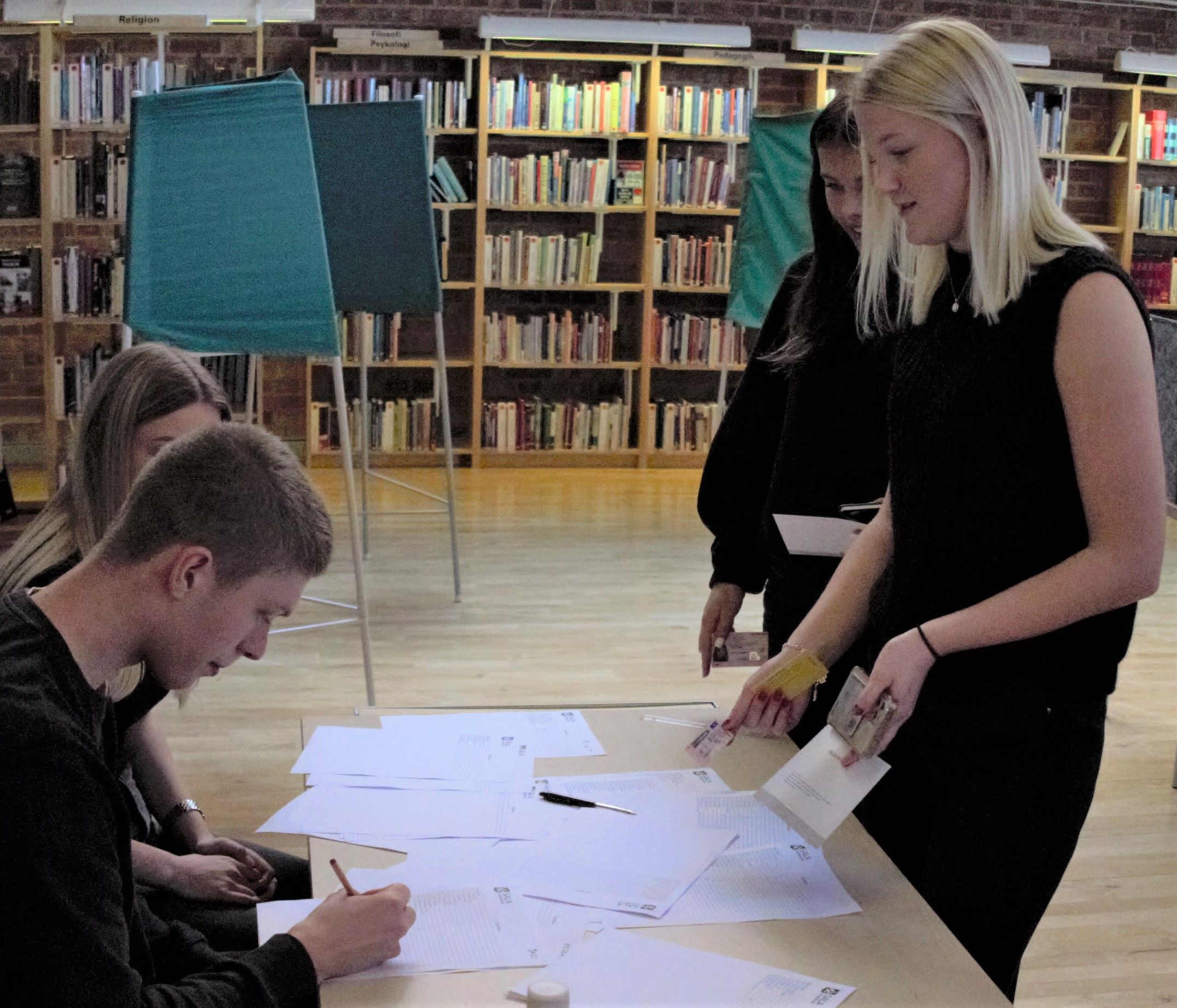
Ungdomar som röstar under skolvalet 2022 i Kungsängsgymnasiet, Sala kommun, Västmanlands län.

Under perioden 17 augusti till 7 september 2022 arrangerades skolval inför riksdagsvalet. Totalt röstade 382 258 elever på 1 421 grund- och gymnasieskolor. Den 12 september presenterades det preliminära resultatet, medan det slutgiltiga resultatet kommer att presenteras tidigast den 30 september.
| Parti                  | Antal röster (preliminärt) 2022 | Andel röster 2022 (%) | Andel röster 2018 (%) | Ändring 2018 till 2022 (%-enheter) |
| ---------------------- | ------------------------------- | --------------------- | --------------------- | ---------------------------------- |
| Moderaterna            | 94 270                          | 27,09                 | 21,23                 | +5,86                              |
| Sverigedemokraterna    | 72 623                          | 20,87                 | 15,50                 | +5,37                              |
| Socialdemokraterna     | 56 490                          | 16,23                 | 19,53                 | -3,30                              |
| Kristdemokraterna      | 32 369                          | 9,30                  | 3,96                  | +5,34                              |
| Vänsterpartiet         | 27 460                          | 7,89                  | 8,99                  | -1,10                              |
| Centerpartiet          | 27 186                          | 7,81                  | 12,15                 | -4,34                              |
| Miljöpartiet           | 16 306                          | 4,69                  | 10,27                 | -5,58                              |
| Liberalerna            | 15 176                          | 4,36                  | 5,04                  | -0,68                              |
| Feministiskt initiativ | 4 371                           | 1,26                  | 1,78                  | -0,52                              |
| Övriga partier         | 1 712                           | 0,49                  | 1,55                  | -1,06                              |

|                                    | Antal   | Andel (%) | Ändring 2018 till 2022 |
| ---------------------------------- | ------- | --------- | ---------------------- |
| Valdeltagande på deltagande skolor | 385 896 | 77,90     | -1,90                  |
| Antal deltagande skolor            | 1 442   |           | -86                    |
| Summa giltiga röster               | 347 963 | 90,17     | -3,67                  |
| Ogiltiga röster blanka             | 25 185  | 6,53      | +2,73                  |
| Ogiltiga röster övriga             | 12 748  | 3,30      | +0,94                  |
| Röstberättigade elever             | 495 625 |           | +5 643                 |